# Aktion T4

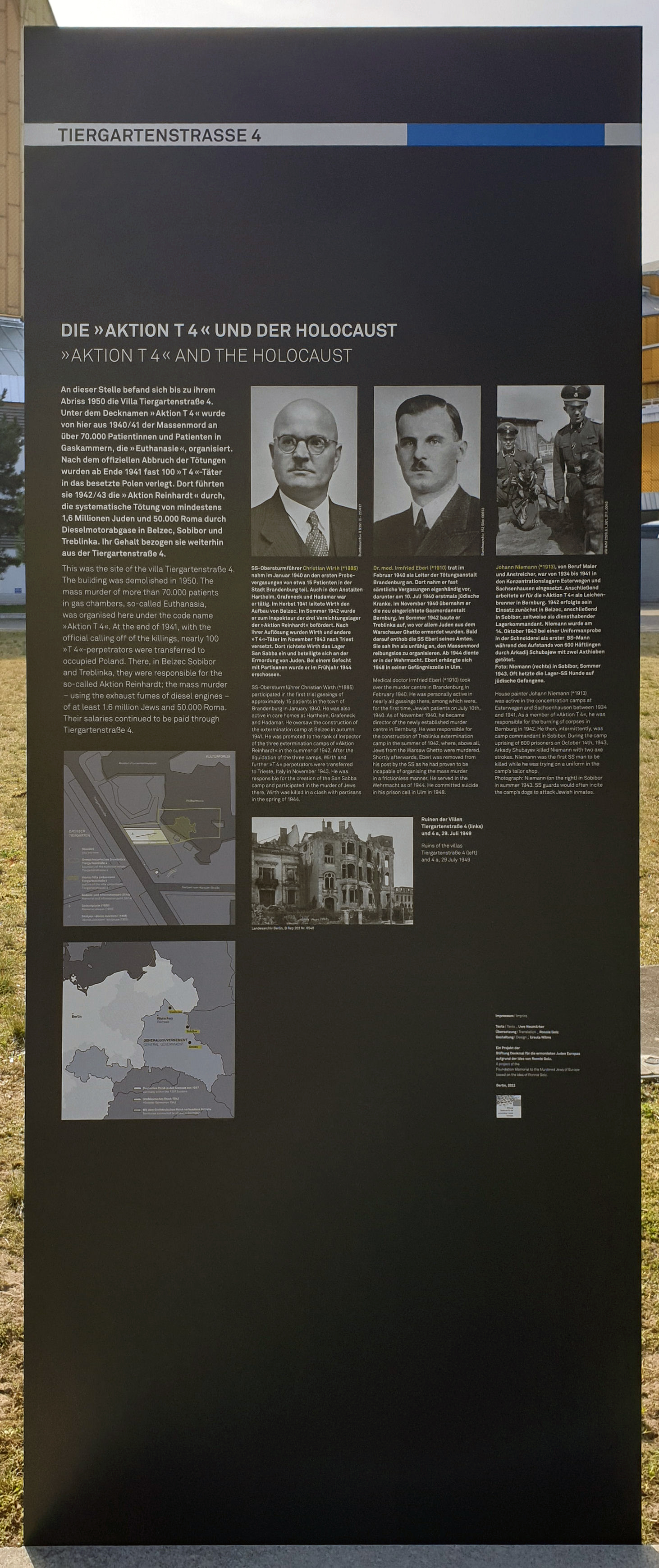
Gedenktafel an der Tiergartenstraße 4 in Berlin, 2022

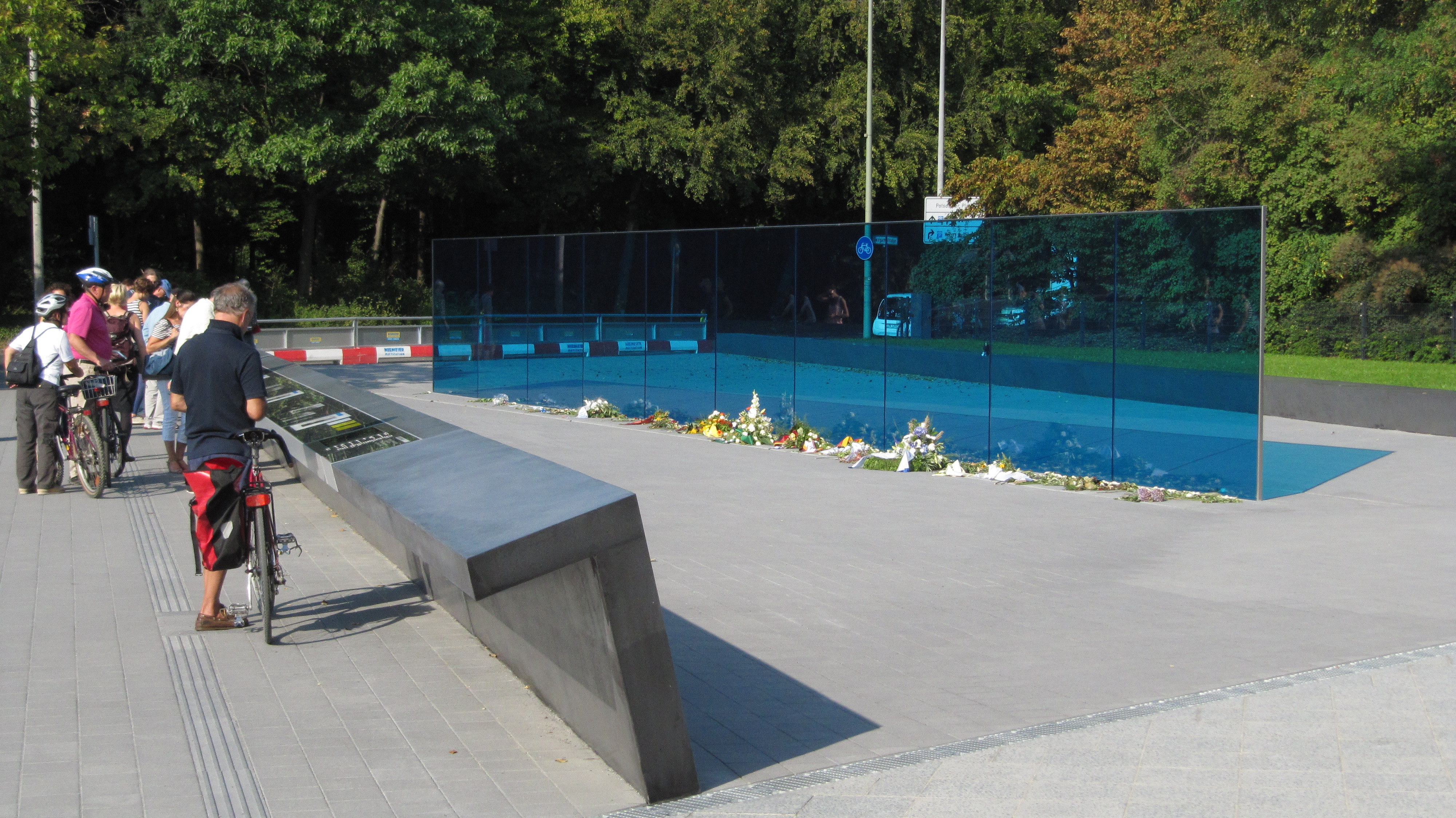
Neuer Gedenk- und Informationsort Tiergartenstraße, 2014

Aktion T4 ist eine nach 1945 gebräuchlich gewordene Bezeichnung für den systematischen Massenmord mittels Giftgas an mehr als 70.000 Menschen mit körperlichen, geistigen und seelischen Behinderungen sowie psychischen Erkrankungen innerhalb des Deutschen Reiches. Die Mordaktion dauerte von 1940 bis 1941 und stand unter Leitung der Zentraldienststelle T4, sie war Teil der Krankenmorde in der Zeit des Nationalsozialismus, denen bis 1945 über 200.000 Menschen zum Opfer fielen.
„T4“ ist die Abkürzung für die Adresse der damaligen Zentraldienststelle T4 in Berlin: Tiergartenstraße 4. Zu Beginn der Aktion befand sich die Dienststelle im Columbushaus.
Neben rassenhygienischen Vorstellungen der Eugenik sind kriegswirtschaftliche Erwägungen während des Zweiten Weltkrieges zur Begründung der „Vernichtung lebensunwerten Lebens“ herangezogen worden. Gleichzeitig mit ersten kirchlichen Protesten wurden die Tötungen nach „Leerung“ ganzer Anstaltsteile von „Heil- und Pflegeanstalten“ (vor 1934 gewöhnliche Bezeichnung: „Irrenanstalt“) ab 1941 dezentral fortgesetzt. Von T4-Gutachtern selektierte KZ-Häftlinge wurden unter dem Aktenzeichen „14f13“ in die Vernichtung einbezogen.
Die zwischen 1939 und 1945 organisierte Tötung von mindestens 5000 geistig und körperlich behinderten Säuglingen und Kleinkindern („Kindereuthanasie“) erfolgte in sog. Kinderfachabteilungen.

## Verschleiernde Begrifflichkeit
Erste Bezeichnungen für die Massenermordungen zur Zeit des Nationalsozialismus waren Aktion Gnadentod oder Vernichtung lebensunwerten Lebens. Nach dem Krieg kamen die Begriffe NS-Krankenmorde bzw. Aktion T4 auf, abgeleitet von der damaligen Villa in der Tiergartenstraße 4 in Berlin-Mitte, in der die Leitzentrale zur Ermordung behinderter Menschen im gesamten Deutschen Reich untergebracht war.
In den erhaltenen zeitgenössischen Quellen findet sich die Bezeichnung Aktion T4 nicht. Dort wurde der Begriff Aktion – oder auch mit einem vorangestellten Kürzel für Euthanasie (Eu-Aktion bzw. nur E-Aktion) – verwendet. Im antiken Griechenland stand das altgriechische Wort εὐθανασία euthanasía (von εὖ eu „gut, richtig, leicht, schön“ und θάνατος thanatos „Tod“) für den „guten Tod“ ohne vorhergehende lange Krankheit.

## Hintergründe und historische Einordnung
Der in der Zeit des Nationalsozialismus als „Euthanasie“ verharmloste Massenmord geht auf schon um die Jahrhundertwende entwickelte eugenische Ideen, wie sie neben anderen durch den Psychologen Adolf Jost popularisiert wurden, zurück. Diese Vorstellungen wurden durch die 1920 publizierte Schrift Freigabe zur Vernichtung lebensunwerten Lebens von Binding und Hoche konkretisiert und fanden damit Eingang in die akademische Diskussion. Im Sinne einer „Rassenhygiene“ und einer Höherzüchtung der „arischen Rasse“ korrespondierten diese eugenischen Ideen nicht nur mit den Zielen der nationalsozialistischen Ideologie, sondern das festgelegte Endziel einer „Vernichtung lebensunwerten Lebens“ wurde stark materialistisch begründet. Es handelte sich hierbei um einen Euphemismus für die geplante und systematische Ermordung von „Erb- und Geisteskranken, Behinderten und sozial oder rassisch Unerwünschten“; die Entscheidungen wurden hierbei nach Aktenlage von als T4-Gutachter eingesetzten Ärzten gefällt.
Die „Aktion T4“ war Teil einer stufenweisen Verwirklichung von Kernzielen der nationalsozialistischen Ideologie, der „Aufartung“ oder „Aufnordung“ des deutschen Volkes. Hierzu gehörten verschiedene Maßnahmen – von harmlosen wie Ehestandsdarlehen, Kinderbeihilfen, Steuererleichterungen bis hin zur Zuweisung von Siedlerstellen und Erbhöfen zur Förderung von rassisch erwünschtem zahlreichem Nachwuchs. Jede „Beeinträchtigung des deutschen Volkskörpers“ sollte durch die gesetzlich geregelte „Verhinderung“ der Fortpflanzung von Menschen mit einer echten oder angeblichen Erbkrankheit sowie von sozial und rassisch unerwünschten Menschen verhindert werden. Mittel war dazu schließlich das „Ausmerzen“ in Form der Vernichtung von „lebensunwertem Leben“. „Heilen oder Vernichten“ waren somit die komplementären Teile der nationalsozialistischen Ideologie. Federführend bei der Gesetzgebung zu diesem Ziel war der Reichsminister des Innern Wilhelm Frick.
- Eingeleitet wurde die Entwicklung mit dem „Gesetz zur Verhütung erbkranken Nachwuchses“ vom 14. Juli 1933 (RGBl. I S. 529), das eine erzwungene Sterilisation von Menschen mit vermeintlich erblichen Krankheiten vorsah. Insgesamt bis zu 400.000 Männer und Frauen wurden zwangssterilisiert, wobei über 6.000 Menschen zu Tode kamen.[4]
- Durch das „Gesetz zur Änderung des Gesetzes zur Verhütung erbkranken Nachwuchses“ vom 26. Juni 1935 (RGBl. I S. 773) wurde der Schwangerschaftsabbruch vor Ablauf des sechsten Monats bei diagnostizierter Erbkrankheit legalisiert.
- Heirat und außerehelicher Verkehr mit „fremdrassigen“ Menschen wurde durch das „Blutschutzgesetz“ vom 15. September 1935 (RGBl. I S. 1146; dies lief ferner unter dem Wort Rassenschande) verboten.
- Mit dem „Gesetz zum Schutze der Erbgesundheit des deutschen Volkes“ vom 18. Oktober 1935 (RGBl. I S. 1246) wurde zudem die Eheschließung von Menschen mit einer Erbkrankheit oder geistigen Behinderung mit gesunden und nichtbehinderten Menschen verboten.

- Am 27. September 1939 kam es in Wejherowo (Neustadt bei Gdingen) in Westpreußen zum ersten Massaker an Psychiatriepatienten im deutsch besetzten Polen, dem weitere Krankenmorde in vielen polnischen Anstalten folgten. Noch im Herbst wurden aus Pommern deutsche Kranke durch die dortigen Anstaltsleiter selektiert und zur Erschießung ins deutsch besetzte Westpreußen gebracht.[5]

- In einer der Kasematten des Forts VII in der besetzten polnischen Stadt Poznań (Posen) wurden in der zweiten Oktoberhälfte oder evtl. noch vor dem 9. Oktober des Jahres 1939[6] in einer „Probevergasung“ mehrere Psychiatriepatienten durch Kohlenstoffmonoxid ermordet. Der NS-Führer Himmler (SS) ließ sich dort die Wirkungsweise dieser Vergasungsmethode am 12. oder 13. Dezember 1939 vorführen.[7] Wenig später verwendeten die unten genannten Tötungsanstalten der Aktion T4 dieses Gas ebenfalls.
- Mit der Kinder-Euthanasie im Jahre 1939 wurde die Tötung von mindestens 5000 erbkranken und kognitiv oder körperlich beeinträchtigten Säuglingen und Kindern eingeleitet.

- Kurz darauf folgte die Erwachsenen-Euthanasie, in der etwa 70.000 Bewohner von Heil- und Pflegeanstalten sowie Heimen für Menschen mit Behinderung umgebracht wurden. Dazu gehörten auch zahlreiche ehemalige Heeressoldaten des Ersten Weltkrieges, die aufgrund der dabei erlittenen schweren psychosozialen Störungen in Heilanstalten lebten und bei deren Auflösung zur Ermordung in T4-Anstalten deportiert worden sind.[8] Nach jüngeren Forschungen waren etwa 5.000 der 70.000 Ermordeten psychisch kranke Veteranen des Ersten Weltkriegs.[9]

Nach Einstellung der „Aktion T4“ im August 1941 durch die Berliner Zentrale, die von Anfang an von der Protektion Heinrich Himmlers und Reinhard Heydrichs abhängig war, wurde die Erwachsenen-„Euthanasie“ dezentral relativ unauffällig weitergeführt:
- Die Tötung „kranker“ und „nicht mehr arbeitsfähiger“ KZ-Häftlinge bis Ende des Krieges in drei der ehemaligen Tötungsanstalten der „Aktion T4“ (Bernburg, Sonnenstein, Hartheim) wurde nach dem hierfür verwandten Aktenzeichen als „Aktion 14f13“ bezeichnet. Im Rahmen dieser Aktion, die auch „Sonderbehandlung 14f13“ genannt wurde, wurden etwa 20.000 Häftlinge ermordet.
- Mit der „Aktion Brandt“ (nach Karl Brandt, Begleitarzt Hitlers, ab 28. Juli 1942 Bevollmächtigter für das Sanitäts- und Gesundheitswesen sowie ab 5. September 1943 Leiter des gesamten medizinischen Vorrats- und Versorgungswesens des „Dritten Reichs“) wurden ab 1943 Heil- und Pflegeanstalten für den infolge des zunehmenden Luftkriegs steigenden Bedarf von Ausweichkrankenhäusern in Beschlag genommen. Die Patienten wurden in besonderen Anstalten konzentriert, die in der Mitte des Reichs oder im Osten lagen. Durch gezielte Tötungen mit überdosierten Medikamenten oder Verhungernlassen durch Unterernährung wurde deren Zahl immer weiter drastisch reduziert. Diese Phase nach dem „offiziellen“ Ende der „Euthanasie“ im August 1941 wurde in den ersten Jahrzehnten nach Kriegsende als „wilde Euthanasie“ bezeichnet und bedeutete die Ermordung von weiteren etwa 30.000 Menschen.

Die Freigabe der Vernichtung lebensunwerten Lebens, geschrieben von Alfred Hoche und Karl Binding, und Grundriss der menschlichen Erblichkeitslehre und Rassenhygiene, in späteren Auflagen Menschliche Erblichkeitslehre und Rassenhygiene, verfasst von Eugen Fischer, Erwin Baur und Fritz Lenz, dienten den Nationalsozialisten als Begründung für das T4-Programm.

## Beginn und Organisation der „Aktion T4“
Bereits im Juli 1939 fand eine Beratung Hitlers mit dem Reichsgesundheitsführer Leonardo Conti, dem Chef der Reichskanzlei Hans Heinrich Lammers und Martin Bormann als Leiter des Stabes des Stellvertreters des Führers statt. Gegenstand war die Fortführung der bereits laufenden Beratungen zur „Vernichtung von lebensunwertem Leben“ durch Einbeziehung psychisch Kranker in die Tötungsmaßnahmen im Anschluss an die Kinder-„Euthanasie“.

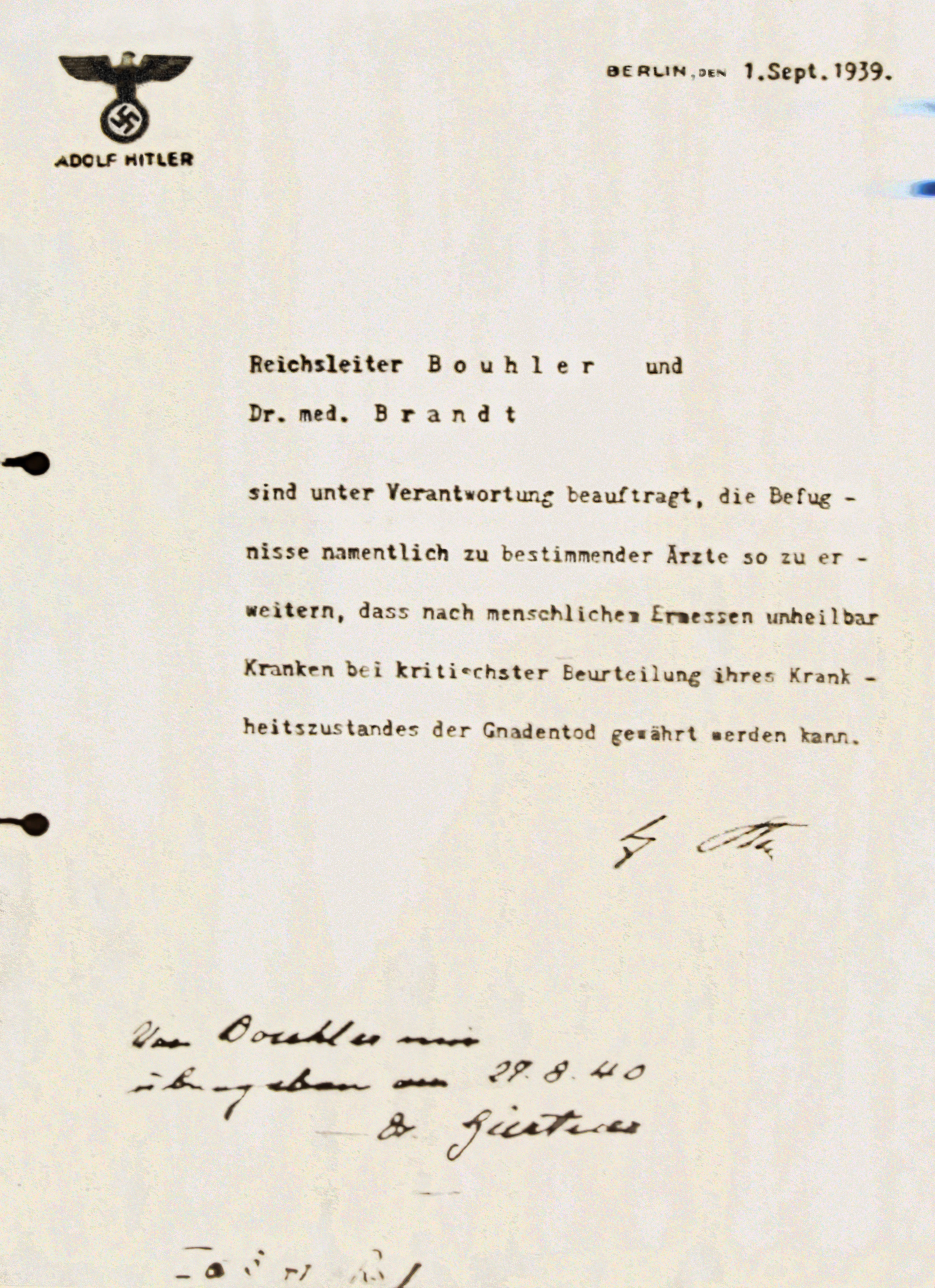
Hitlers Auftragserteilung an Bouhler und Brandt, rückdatiert auf den 1. September 1939

Mit der Durchführung beauftragte Hitler jedoch nicht Conti, sondern den Leiter der Kanzlei des Führers (KdF) Philipp Bouhler, nachdem dieser bereits die Federführung in der „Kindereuthanasie“ innehatte. Dieser terminierte am 10. August 1939 ein Gespräch mit Karl Brandt, Leonardo Conti, den Ministerialdirigenten Herbert Linden vom Reichsministerium des Innern und seinen eigenen Mitarbeitern, Oberdienstleiter Viktor Brack (Leiter des Hauptamtes II) und Hans Hefelmann (Leiter des Amtes IIb) aus der KdF sowie einer Auswahl von Ärzten, die als die erforderlichen Mitarbeiter für die Durchführung der Erwachsenen-„Euthanasie“ beziehungsweise später der „Aktion T4“ gewonnen werden sollten. Im Fortgang dieser Besprechungen unter dem als medizinischen Leiter berufenen Würzburger Universitätsprofessor für Psychiatrie und Neurologie Werner Heyde wurde der Kreis der Mitarbeiter weiter auf die erforderlich scheinende Größe ausgedehnt.
Im Oktober 1939 ermächtigte schließlich Hitler mit einem auf den 1. September 1939, den Tag des Kriegsbeginns, zurückdatierten Schreiben den Leiter der KdF Bouhler und Hitlers Begleitarzt Karl Brandt als medizinischen Ansprechpartner mit der organisatorischen Durchführung der als „Euthanasie“ bezeichneten Tötung von „lebensunwertem Leben“.
Das Schreiben auf Hitlers privatem Briefpapier hat folgenden Wortlaut:

„Reichsleiter Bouhler und Dr. med. Brandt sind unter Verantwortung beauftragt, die Befugnisse namentlich zu bestimmender Ärzte so zu erweitern, dass nach menschlichem Ermessen unheilbar Kranken bei kritischster Beurteilung ihres Krankheitszustandes der Gnadentod gewährt werden kann.“

Dieses Ermächtigungsschreiben hatte keine Rechtsgültigkeit, ein solcher Erlass hätte von Hitler und Herbert Linden gegengezeichnet, auf offiziellem Papier gedruckt und im Reichsgesetzblatt publiziert werden müssen. Es gab jedoch auch Rechtsprofessoren, die einen Führererlass (wobei der Erlass, um als solcher zu gelten, über die Reichskanzlei hätte ausgegeben werden müssen) als unmittelbar geltendes Recht sahen, darunter Theodor Maunz. Ein auf das Originaldokument gesetzter Randvermerk des Reichsjustizministers Franz Gürtner belegt, dass der Befehl 1940 von Bouhler dem Reichsjustizministerium übergeben worden ist.
Da die Kanzlei des Führers im Zusammenhang mit den beschlossenen Maßnahmen nicht öffentlich in Erscheinung treten sollte, wurde eine halbstaatliche Sonderverwaltung gebildet, die formal dem Hauptamt II der KdF, geleitet von Viktor Brack, unterstellt wurde und seit April 1940 in einer Villa in der Berliner Tiergartenstraße 4 untergebracht war und durch den Reichsschatzmeister der NSDAP finanziert wurde. Diese Zentraldienststelle T4 mit ihrem Geschäftsführer Dietrich Allers war in folgende nach außen hin selbständige Institutionen untergliedert:

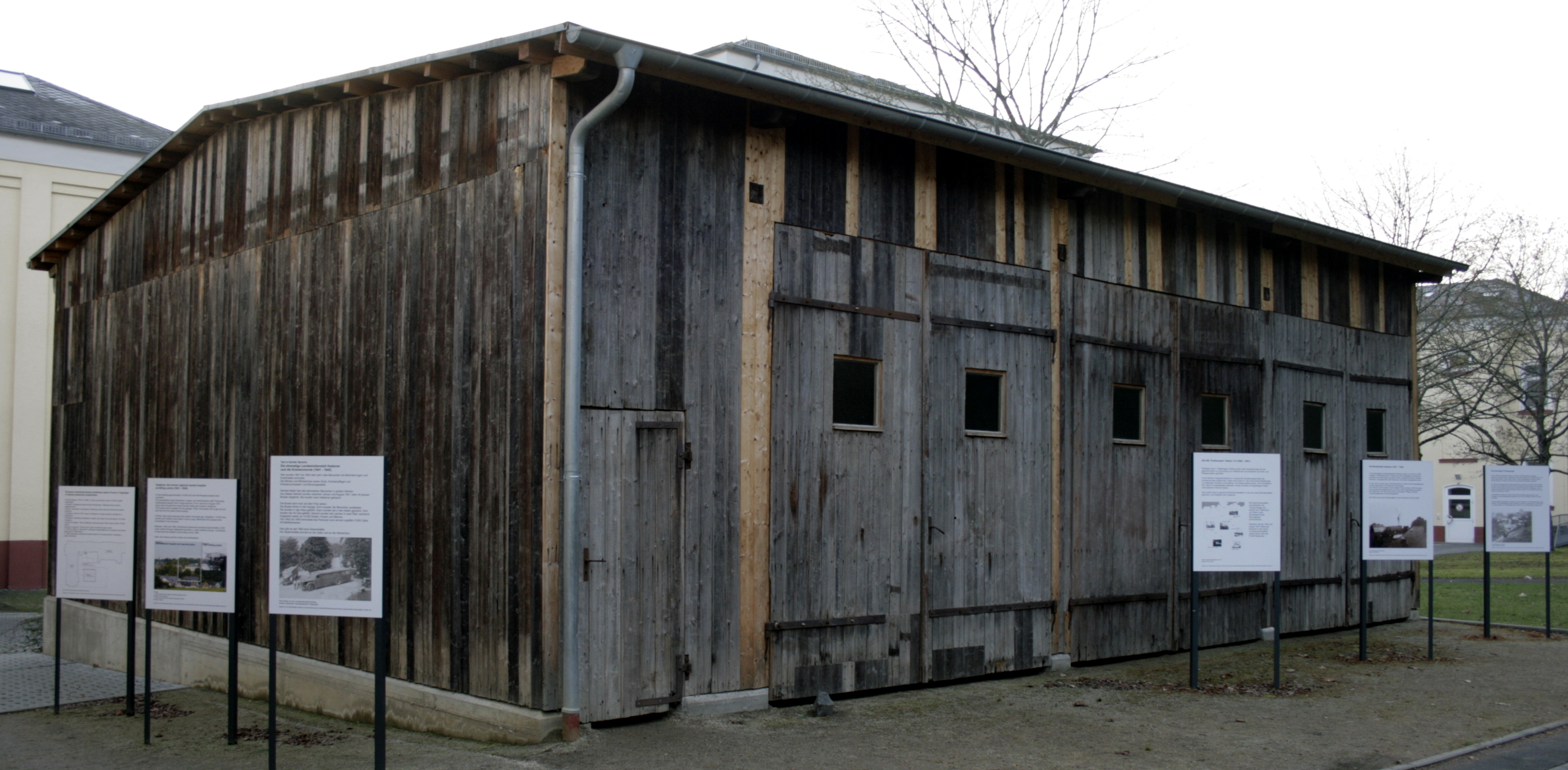
Garage der „grauen Busse“ in Hadamar, mit denen Menschen in die Tötungsanstalten gebracht wurden. Heute Teil der Gedenkstätte, 2008

- „Reichsarbeitsgemeinschaft Heil- und Pflegeanstalten“ (RAG), zuständig für die Erfassung der Opfer mit der medizinischen Abteilung unter Werner Heyde und der Verwaltungsabteilung, ursprünglich geleitet von Gerhard Bohne, ab Frühjahr 1940 von Friedrich Tillmann.
- „Gemeinnützige Krankentransport GmbH“ (Gekrat), mit der Aufgabe der Verlegung der Opfer in die Zwischen- beziehungsweise Tötungsanstalten unter der Leitung von Reinhold Vorberg.
- „Gemeinnützige Stiftung für Anstaltspflege“, offiziell der Arbeitgeber der etwa 400 T4-Mitarbeiter unter Willy Schneider bis März 1941, Fritz Schmiedel, ab Februar 1942 Friedrich Lorent.
- „Zentralverrechnungsstelle Heil- und Pflegeanstalten“ (ZVSt), Abwicklung der Kosten mit den Anstaltsträgern unter Leitung von Dietrich Allers und als Vertreter Hans-Joachim Becker.

Für die Auswahl der Opfer waren 40 T4-Gutachter berufen worden, die anhand einer Patientenbeschreibung auf Meldebögen über deren Schicksal entscheiden sollten. Diese Beurteilungen wurden nur anhand der Aktenlage gefällt.
In einer Besprechung am 9. Oktober 1939 wurde die Zahl der zu ermordenden Patienten mit etwa 70.000 bestimmt. Dabei wurde das Ziel verfolgt, unheilbare Erbkrankheiten auszurotten und gleichzeitig die Kosten für die Anstaltspflege zu senken. Der Chef des Reichskriminalamtes im Reichssicherheitshauptamt, Arthur Nebe, war mit der Prüfung eines geeigneten Tötungsmittels beauftragt worden. Sein Mitarbeiter und Leiter der chemisch-physikalischen Abteilung im Kriminaltechnischen Institut, Albert Widmann, schlug hierfür die Verwendung von Kohlenstoffmonoxid (CO) vor.
Mit Runderlass vom 9. Oktober 1939 der von Leonardo Conti geleiteten Abteilung IV des Reichsministeriums des Innern wurden die in Frage kommenden Heil- und Pflegeanstalten zur Benennung bestimmter Patienten mittels Meldebögen aufgefordert, mit detaillierten Fragen zu Krankheit und Arbeitsfähigkeit. In einem beiliegenden Merkblatt waren folgende Kriterien angegeben:
- Schizophrenie, Epilepsie, Encephalitis, Schwachsinn, Paralyse, Chorea Huntington, Menschen mit seniler Demenz oder anderen neurologischen Endzuständen, wenn sie nicht oder nur noch mit mechanischen Arbeiten beschäftigt werden konnten.
- Menschen, die schon länger als fünf Jahre in der Anstalt waren.
- Kriminelle „Geisteskranke“.
- Menschen, die nicht die deutsche Staatsangehörigkeit besaßen oder nicht „deutschen oder artverwandten Blutes“ waren.

Die betroffenen Anstalten wurden darüber im Unklaren gelassen, dass die Angaben zur Ermordung der fraglichen Patienten dienten, und lediglich auf die Notwendigkeit einer planwirtschaftlichen Erfassung verwiesen.
Die an den zuständigen Referenten Herbert Linden im Reichsministerium des Innern zurückgegebenen Meldebögen wurden an die T4-Zentrale weitergeleitet. Dort wurde nach Anlegen einer Karteikarte von jedem Meldebogen Kopien gefertigt und an drei Gutachter gesandt. Die Gutachter trugen ihre Entscheidung in einem schwarz umrandeten Kasten auf die Meldebogenkopie mit einem roten „+“ für „Töten“ und einem blauen „–“ für „Weiterleben“ ein. Konnte sich ein Gutachter nicht entscheiden, versah er den Meldebogen mit einem „?“ und gegebenenfalls einer Bemerkung. Eine wichtige Rolle bei der Beurteilung spielte die Frage, ob der Patient als arbeitsfähig und heilbar bewertet wurde.
In der T4-Zentrale wurden die Eintragungen auf den so begutachteten Meldebogenkopien auf die Originale übertragen und diese an einen der beiden Obergutachter zur abschließenden Entscheidung vorgelegt. Obergutachter waren Werner Heyde und Ministerialdirigent Herbert Linden vom Reichsinnenministerium, der nach einem halben Jahr abgelöst wurde durch Hermann Paul Nitsche, ab Dezember 1941 auch Nachfolger von Heyde als medizinischer Leiter von T4. Die Obergutachter verwendeten die gleichen Zeichen wie die Vorgutachter mit Ausnahme des „?“. Die vier Gutachter fällten die Entscheidungen, ohne den Patienten gesehen zu haben.
Zurück in der T4-Zentrale, wurden die mit einem roten „+“ gekennzeichneten Meldebögen zusammen mit Kopien an den Leiter der Gekrat, Reinhold Vorberg, übergeben. Dort wurden die Verlegungslisten zusammengestellt, die über das Reichsministerium des Innern an die betroffenen Anstalten und den bei der zuständigen Tötungsanstalt stationierten Transportstaffeln der Gekrat verschickt.

## Aufbau der Tötungsanstalten

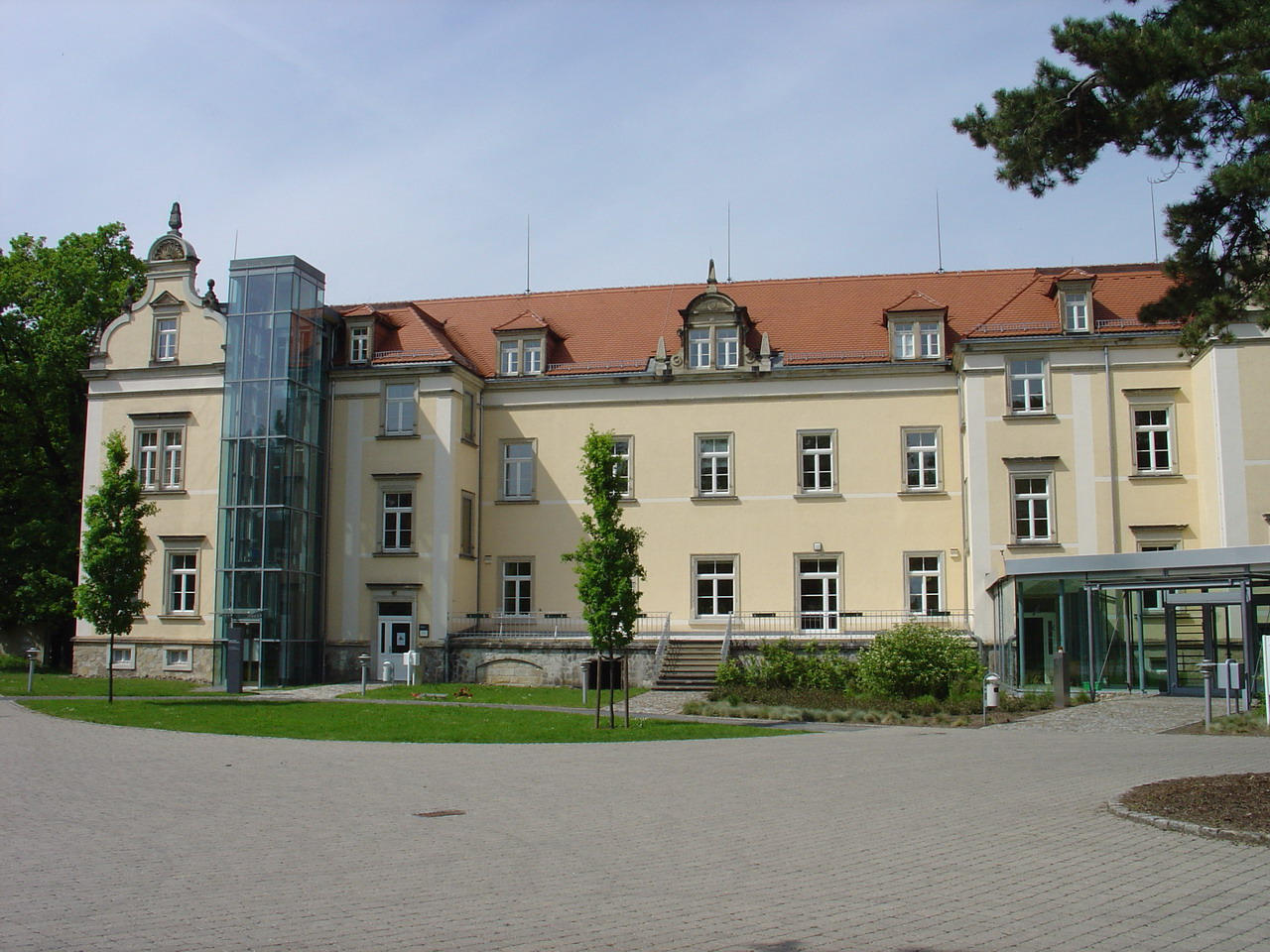
Im Keller dieses Gebäudes im Schloss Sonnenstein in Pirna wurden in den Jahren 1940/41 13.720 Menschen mit geistiger Behinderung und psychischer Erkrankung sowie mindestens 1.031 Häftlinge aus Konzentrationslagern mit Gas getötet.

Mit den Meldebögen an die einzelnen Anstalten zur Erfassung der in Betracht kommenden Menschen wurde auch ein zweiter Meldebogen mit Fragen zu den Anstalten selbst, wie Baujahr, Größe, besondere Einrichtungen, Bahnanschluss und ähnlichem, versandt. Auf diese Weise sollten Erkenntnisse über geeignete Anstalten für die Tötung der ausgewählten Opfer gewonnen werden.
Anfang Oktober 1939 besuchte Herbert Linden vom Reichsinnenministerium den Leiter des Württembergischen Gesundheitsdienstes im dortigen Innenministerium, Eugen Stähle, und eröffnete ihm die Planungen der Reichsregierung zur Reduzierung erb- und geisteskranker Anstaltsinsassen, verbunden mit der Forderung, eine geeignete Anstalt in Württemberg zu benennen, in der die „Euthanasie“ des genannten Patientenkreises durchgeführt werden könnte. Stähle schlug hierfür die Samariteranstalt Grafeneck in der Nähe von Marbach, einem Ortsteil von Gomadingen, vor. Diese wurde am 12. Oktober 1939 beschlagnahmt, von allen Patienten geräumt und kurz darauf für den vorgesehenen Zweck umgebaut. Neben Büro- und Personalräumen wurde in einer 300 Meter vom Schloss entfernt stehenden Holzbaracke ein als „Duschraum“ bezeichneter gasdichter Tötungsraum eingerichtet. Neben der Baracke wurden drei fahrbare Krematoriumsöfen installiert und die Anlage mit einem Bretterzaun abgeschirmt. Von der näheren Umgebung wurde die Einrichtung durch SS-Posten abgesichert. Im Januar 1940 nahm die Tötungsanstalt Grafeneck ihren „Betrieb“ auf.
Im Gebiet des Deutschen Reiches wurden zwischen 1939 und 1941 sechs Euthanasie-Tötungsanstalten errichtet. Zum Teil wurden zahlreiche Tötungen auch nach dem am 24. August 1941 von Hitler verfügten „Euthanasie-Stopp“ vorgenommen. Dabei wurden Medikamente überdosiert und Mangelernährung gezielt eingesetzt; zudem wurden arbeitsuntaugliche Häftlinge im Rahmen der Aktion 14f13 getötet.
| T4-Tötungsanstalt | Ort                      | Heutiges Bundesland | Zeitraum                            |
| ----------------- | ------------------------ | ------------------- | ----------------------------------- |
| Grafeneck         | Gomadingen               | Baden-Württemberg   | 20. Januar – Dezember 1940          |
| Brandenburg       | Brandenburg an der Havel | Brandenburg         | 1. Februar – Oktober 1940           |
| Hartheim          | Alkoven bei Linz         | Oberösterreich      | 6. Mai 1940 – Dezember 1944         |
| Sonnenstein       | Pirna                    | Sachsen             | 28. Juni 1940 – September 1942      |
| Bernburg          | Bernburg (Saale)         | Sachsen-Anhalt      | 21. November 1940 bis 30. Juli 1943 |
| Hadamar           | Hadamar bei Limburg      | Hessen              | Januar 1941 bis 31. Juli 1942       |

Die „Euthanasie“-Anstalt Bernburg löste im Herbst 1940 Brandenburg ab, Hadamar die Tötungsanstalt Grafeneck.
Die T4-Organisatoren Viktor Brack und Werner Heyde ordneten an, dass die Tötung der Kranken ausschließlich durch das ärztliche Personal erfolgen durfte, da sich das Ermächtigungsschreiben Hitlers vom 1. September 1939 nur auf Ärzte bezog. In den einzelnen NS-Tötungsanstalten waren folgende Ärzte tätig:
| T4-Tötungsanstalt | Tötungsärzte                                                                                  | Funktion                                                 | Zeitraum |
| ----------------- | --------------------------------------------------------------------------------------------- | -------------------------------------------------------- | --- |
| Grafeneck         | Horst Schumann Ernst Baumhard Günther Hennecke                                                | Leiter Stellvertreter, ab Mai 1940 Leiter Stellvertreter | Januar – Mai 1940 Januar – April 1940 25. April – Dezember 1940                                                                           |
| Brandenburg       | Irmfried Eberl Aquilin Ullrich Heinrich Bunke                                                 | Leiter Stellvertreter                                    | 1. Februar – November 1940 15. März – November 1940 August – November 1940                                                                |
| Hartheim          | Rudolf Lonauer Georg Renno                                                                    | Leiter Stellvertreter                                    | 1. April 1940 – April 1945 Mai 1940 – August 1941                                                                                         |
| Sonnenstein       | Horst Schumann Curt Schmalenbach Klaus Endruweit Kurt Borm Ewald Wortmann                     | Leiter Stellvertreter                                    | Juni 1940 – August 1941 Herbst – Dezember 1940 Dezember 1940 – April 1941 Dezember 1940 – August 1941 Mai 1940 – Oktober 1940             |
| Bernburg          | Irmfried Eberl Heinrich Bunke                                                                 | Leiter Stellvertreter                                    | November 1940 – August 1941 |
| Hadamar           | Ernst Baumhard Friedrich Berner Curt Schmalenbach Adolf Wahlmann Günther Hennecke Bodo Gorgaß | Leiter Stellvertreter                                    | Januar – Juni 1941 Juni – August 1941 Dezember 1941 – Juli 1942 5. August 1942 – April 1945 13. Januar – Juni 1941 18. Juni – August 1941 |

## Ablauf der Tötungen
Die Euthanasie umfasste die Erfassung und Begutachtung der Opfer, ihren Abtransport, ihre Tötung und Verbrennung sowie die Fälschung der Sterbeurkunden und die Zahngold-Verwertung.
Die in den ursprünglichen Anstalten und Heimen erfassten und von den Gutachtern für die Euthanasie vorgesehenen Personen wurden in Zwischenanstalten transportiert. Im Regelfall wurden die Bustransporte zentral organisiert, nur in Ausnahmefällen wurde auf öffentliche Verkehrsmittel zurückgegriffen. Zu ihrer Bereicherung erhielten die Ursprungsanstalten genaue Vorgaben, was den Patienten als Vorbereitung mitzugeben sei. Als Zwischenstation in der Euthanasiekette dienten jeweils zwei bis vier Anstalten im weiteren Umfeld der Tötungsanstalten, zumeist staatliche Psychiatrien.
Diese Zwischenanstalten dienten einerseits dem Zweck der Verschleierung des Endpunktes: Begleitpersonen durften den Patienten nur bis dort folgen. Andererseits dienten sie als Zwischenstation, damit die Tötungsanstalten nicht überfüllt wurden. In der Aufnahmebaracke der Tötungsanstalt wurden die eingelieferten Menschen entkleidet, gemessen, gewogen, fotografiert und dann den Ärzten vorgeführt. Dabei wurden die Personendaten überprüft und auffallende Kennzeichen wie Operationsnarben vermerkt, die für die Erstellung einer angeblichen Todesursache von Bedeutung sein konnten.
Zur Täuschung der Opfer waren die Gaskammern mit Brauseköpfen ausgestattet. Meist wurden 30 und mehr Menschen zugleich vergast. Die Tötung erfolgte durch Kohlenmonoxidgas, das der Anstaltsarzt in der Regel etwa 20 Minuten lang einströmen ließ. Die Gaszufuhr wurde eingestellt, wenn sich im Vergasungsraum keine Bewegung mehr feststellen ließ. Die Leichen wurden im Regelfall in den anstaltseigenen Krematorien verbrannt; Goldkronen wurden vorher herausgebrochen. Das so gewonnene Rohmaterial wurde über die Zentraldienststelle T4 an die Degussa geliefert und zu Feingold verarbeitet.
Die an die Anstalten angeschlossenen Standesämter stellten Todesurkunden mit erfundenen Krankengeschichten für natürliche Todesursachen aus, wobei z. B. Hartheim den Briefkopf von Brandenburg verwendete und umgekehrt und die Post sogar dort eingeliefert wurde, es gab ein Kurierdienstauto eigens für die Aktenverschiebungen zwischen den Anstalten. Angehörige glaubten daher an ein Versterben in der sehr weit entfernten Anstalt. Persönliche Besuche und Nachforschungen vor Ort wurden in die Irre geleitet und weitere Reklamationsversuche von Angehörigen mit weiten Reisen erschwert. Möglicher Widerstand oder auch nur Aufwand mit Nachfragen wurde so minimiert. Den Kostenträgern wurden Rechnungen für Quartier, Kost und Pflege über Wochen und Monate ausgestellt, obwohl die Personen sofort bei ihrer Ankunft getötet wurden. Die Angehörigen wurden weiter durch Zusendung von Urnen mit Verbrennungsasche aus der in den Unterlagen genannten weit entfernten Anstalt irregeführt und mussten zudem für die angeblich damit verbundenen Kosten aufkommen.

## Angaben der Hartheimer Statistik zu Opferzahlen 1940–1941
Eine erhalten gebliebene interne T4-Statistik, die so genannte Hartheimer Statistik, überliefert die in den Tötungsanstalten zwischen 1940 und 1. September 1941 vergasten Menschen.
| Anstalt         | 1940   | 1941   | Summe  |
| --------------- | ------ | ------ | ------ |
| A (Grafeneck)   | 9.839  | —      | 9.839  |
| B (Brandenburg) | 9.772  | —      | 9.772  |
| Be (Bernburg)   | —      | 8.601  | 8.601  |
| C (Hartheim)    | 9.670  | 8.599  | 18.269 |
| D (Sonnenstein) | 5.943  | 7.777  | 13.720 |
| E (Hadamar)     | —      | 10.072 | 10.072 |
| gesamt          | 35.224 | 35.049 | 70.273 |

Nach Angaben der Gedenkstätte Grafeneck wurden jedoch zwischen Januar und Dezember 1940 in Grafeneck zwischen 10.500 und 11.000 Menschen ermordet. Die Zahl 10.654 wurde 1949 vom Schwurgericht Tübingen in einem Prozess genannt, der gegen eine kleine Zahl der Täter geführt wurde.
Die Gedenkstätte Hadamar nennt für den Zeitraum zwischen dem 13. Januar und 24. August 1941 eine Zahl von insgesamt 10.122 Opfern in der Hadamarer Gaskammer. Im Rahmen der „zweiten Mordphase“ übernahm die ehemalige Landesheilanstalt Hadamar erneut die Funktion einer Tötungsanstalt: Dort starben von August 1942 bis zum 26. März 1945 weitere 4.411 Opfer.

## Widerstand gegen die Aktion
Gegen die Aktion T4 protestierten Eltern der Betroffenen, prominente Kirchenvertreter, wie von katholischer Seite der quasi amtsenthobene Bischof der Diözese Rottenburg Joannes Baptista Sproll, der Bischof von Münster, Clemens August Graf von Galen, der Bischof von Berlin, Konrad Graf von Preysing, der Dompropst von Berlin, Bernhard Lichtenberg, der Kapitularvikar von Paderborn, Weihbischof Augustinus Philipp Baumann und der Bischof von Limburg, Antonius Hilfrich, sowie von evangelischer Seite Paul Gerhard Braune, Theophil Wurm und Friedrich von Bodelschwingh, Bielefeld, aber auch einige Heimleiter und Mitarbeiter der Heime, in denen die Opfer lebten, wie Hermann Gocht.
Als einziger deutscher Richter prangerte Lothar Kreyssig aus Brandenburg an der Havel die Euthanasiemorde an. Als Vormundschaftsrichter hatte er bemerkt, dass sich nach einer Verlegung Nachrichten über den Tod seiner behinderten Mündel häuften. Im Juli 1940 meldete er seinen Verdacht, dass die Kranken massenhaft ermordet würden, dem Reichsjustizminister Franz Gürtner. Nachdem ihm mitgeteilt worden war, dass die Mord-Aktion in Verantwortung der Kanzlei des Führers ausgeführt werde, erstattete Kreyssig gegen Reichsleiter Philipp Bouhler Anzeige wegen Mordes. Den Anstalten, in denen Mündel von ihm untergebracht waren, untersagte er strikt, diese ohne seine Zustimmung zu verlegen. Kreyssig, der damit gerechnet hatte, sofort festgenommen zu werden, wurde lediglich in den Ruhestand versetzt.
Schließlich sah sich der neu ins Amt berufene Reichsjustizminister Franz Schlegelberger genötigt, mehr als 90 höchstrangige Justizbeamte in die Vorgänge einzuweihen. In der Schlegelberger-Konferenz am 23./24. April 1941 gab er eine Stillhalte-Weisung aus, die widerspruchslos entgegengenommen wurde. Neue Ermittlungsverfahren wurden nicht mehr eingeleitet und ältere Verfahren niedergeschlagen. Damit waren die Juristen zu „Komplizen der rechtswidrigen Tötung“ geworden.
Den Alliierten war die Aktion seit 1940 bekannt. Die Royal Air Force warf im September 1941 Flugblätter über dem Deutschen Reich ab („200 000 Unbrauchbare“), in denen über Steinhof und Erwin Jekelius berichtet wurde.

## Abbruch der Aktion

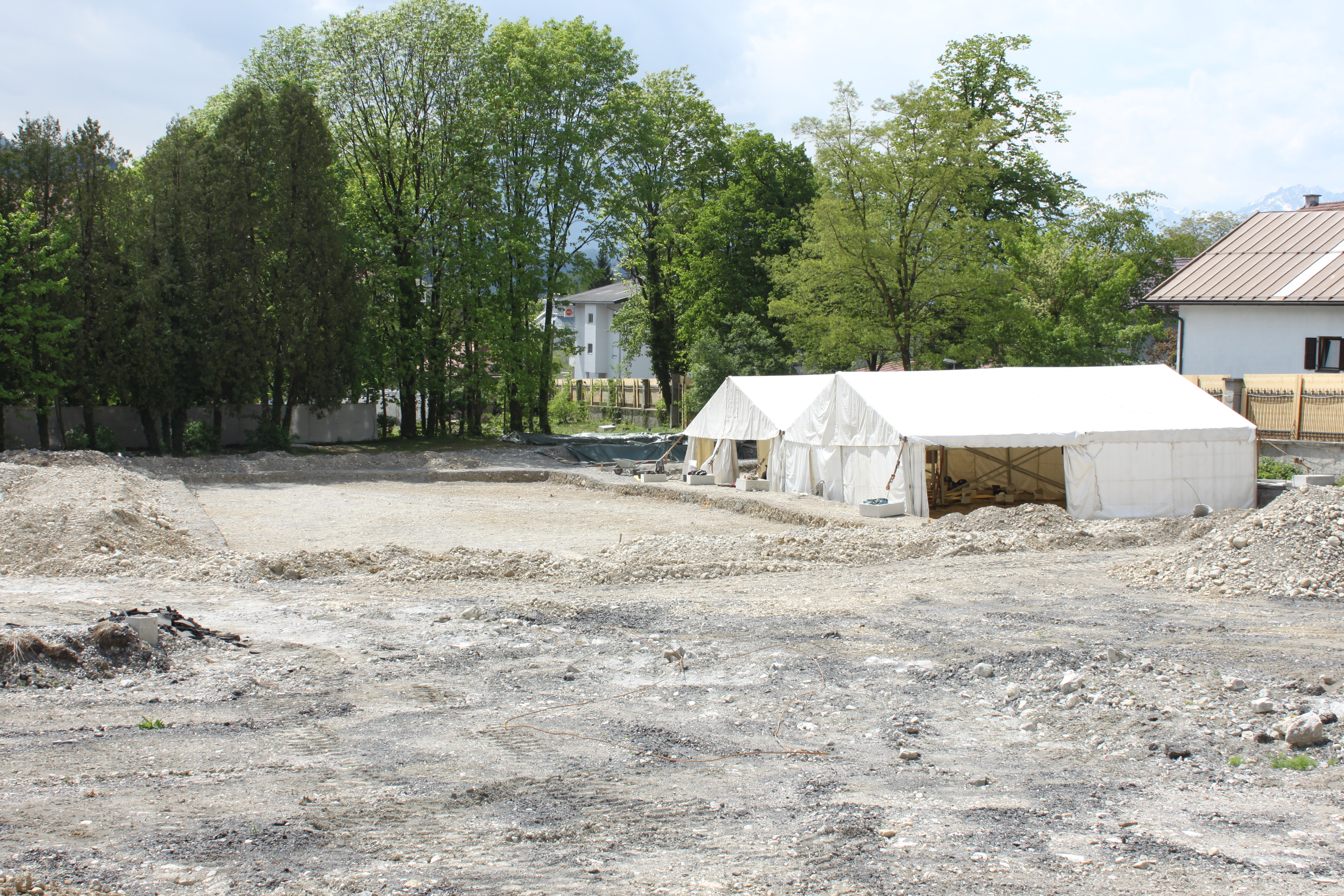
Bergung der sterblichen Überreste von 228 Personen, die von 1942 bis 1945 in einem Anstaltsfriedhof in Hall in Tirol bestattet wurden (2011). Der anfängliche Verdacht, es handle sich um Opfer der NS-Euthanasie, bestätigte sich in diesem Fall nicht.

Unter dem Datum 31. Januar 1941 notierte Joseph Goebbels in seinem Tagebuch: „Mit Bouhler Frage der stillschweigenden Liquidierung von Geisteskranken besprochen. 40000 sind weg, 60000 müssen noch weg. Das ist eine harte, aber auch notwendige Arbeit. Und sie muß jetzt getan werden. Bouhler ist der rechte Mann dazu.“ Das hier genannte Planungsziel von 100.000 Opfern wurde nach der oben genannten Hartheimer Statistik nicht verwirklicht und der Tagebucheintrag wird als Beweis dafür angeführt, dass die Aktion T4 vorzeitig abgebrochen wurde.
Am 24. August 1941 gab Hitler seinem Begleitarzt Brandt und Reichsleiter Bouhler die mündliche Weisung, die „Aktion T4“ zu beenden und die „Erwachseneneuthanasie“ in den sechs Tötungsanstalten einzustellen. Die sogenannte „Kinder-Euthanasie“ wurde jedoch fortgesetzt, ebenso die dezentrale Tötung behinderter Erwachsener in einzelnen „Heil- und Pflegeanstalten“ durch Nahrungsentzug sowie Verabreichung von Luminal oder Morphium-Scopolamin, die trotz Kenntnis der „Aktion T4“ von der Bevölkerung hingenommen und teils sogar befördert wurde. Die Anstalten wurden genutzt, um Probleme im alltäglichen Zusammenleben mit erkrankten oder auch nur störenden Familienmitgliedern zu „lösen“. Außerdem wurde in den drei Tötungsanstalten Bernburg, Sonnenstein und Hartheim die als „Aktion 14f13“ bezeichnete Tötung von kranken beziehungsweise nicht mehr arbeitsfähigen KZ-Häftlingen weiter durchgeführt.
Nach Ansicht des Historikers Götz Aly war der öffentliche Protest von Clemens August Graf von Galen der entscheidende Anstoß für Hitler, die Aktion vorläufig einzustellen, jedoch nicht der alleinige Grund. Die deutliche Stellungnahme hoher kirchlicher Würdenträger gegen die Patiententötung hätte insbesondere unter den katholischen Gläubigen gewirkt.
Der Bruch der Geheimhaltung und die Beunruhigung der Bevölkerung wurden mit Besorgnis registriert, zumal die Ausweitung des Krieges unmittelbar bevorstand.
Bei den systematischen Selektionen in den Konzentrationslagern wie auch bei der Ermordung von Juden in Vernichtungslagern kamen Büropersonal und Mannschaften zum Einsatz, die bis dahin bei der Aktion T4 mitgewirkt hatten. Uwe Dietrich Adam warf daher die Frage auf, ob man die Aktion abbrach, weil man diese Tötungsspezialisten andernorts dringender brauchte.

## Personelle Kontinuitäten
Das freiwerdende Personal der anderen Tötungsanstalten wurde zur personellen Basis für die zeitgleich anlaufende Durchführung der sogenannten „Endlösung der Judenfrage“ (Shoa). Diese Aktion fand ihren Höhepunkt mit der „Aktion Reinhardt“ in den Jahren 1942/43 und führte zur Tötung von etwa 1,7 bis 1,9 Millionen Juden in den drei Vernichtungslagern Belzec, Sobibor und Treblinka. Einen politischen Höhepunkt dieser Entwicklung stellt der so genannte Gaskammerbrief des Juristen Erhard Wetzel dar, der im Reichsministerium für die besetzten Ostgebiete des NS-Rassenideologen Alfred Rosenberg als „Judenreferent“ gearbeitet hat. Der Brief vom Oktober 1941 gilt als das früheste Dokument der Verbindung zwischen der Aktion T4 und der systematischen Ermordung der Juden in Europa. Insgesamt über 100 der in der „Euthanasie“ ausgebildeten und tätigen Beschäftigten stellten das „Fachpersonal“ für die Fortsetzung der Krankenmorde und die Durchführung der „Endlösungs“-Maßnahmen. Beispielhaft werden nachstehend einige der bekanntesten Namen aufgeführt:
- Irmfried Eberl, Leiter der Tötungsanstalten Brandenburg und Bernburg wird erster Kommandant des Vernichtungslagers Treblinka
- Franz Stangl, stellvertretender Büroleiter in den Tötungsanstalten Hartheim und Bernburg wird Lagerkommandant des Vernichtungslagers Sobibor und des Vernichtungslagers Treblinka
- Kurt Hubert Franz, Küchenchef in Grafeneck, Brandenburg, Hartheim und Sonnenstein wird stellvertretender und dann letzter Kommandant des Vernichtungslagers Treblinka
- Horst Schumann, Leiter der Tötungsanstalten Grafeneck und Sonnenstein, führte im KZ Auschwitz Experimente für Massensterilisierungen mittels Röntgenstrahlung an Häftlingen durch
- Christian Wirth, Kriminalkommissar und SS-Obersturmbannführer, Büroleiter in Grafeneck, Hadamar und Hartheim wird erster Kommandant des Vernichtungslagers Belzec und später Inspekteur der SS-Sonderkommandos „Aktion Reinhardt“
- Josef Oberhauser, Arbeiter im Krematorium von Grafeneck, später Adjutant von Christian Wirth bei der „Aktion Reinhardt“
- Erwin Lambert, Maurermeister, der den Umbau der T4-Tötungsanstalten und den Einbau der Gaskammern vornahm, errichtete auch die Gaskammern in Sobibor und Treblinka.
- Franz Reichleitner, Vertreter Stangls in Hartheim wird dessen Nachfolger als Kommandant des Vernichtungslagers Sobibor.
- Josef Vallaster, Arbeiter, „Brenner“ in Hartheim, später Aufseher im Lager III mit Vergasung und Verbrennung in Sobibor.
- Lorenz Hackenholt, Fahrer und „Leichenbrenner“ in allen Tötungsanstalten der Aktion T4. Bei der „Aktion Reinhardt“ Planer der Gaskammer und Verantwortlicher für deren Betrieb im Vernichtungslager Belzec. Später ist er auch tätig in Sobibor und Treblinka sowie bei der Sonderabteilung Einsatz R in Triest.
- Pauline Kneissler, Krankenschwester in Grafeneck und Hadamar, war nach der Rückkehr von einem „Osteinsatz“ ab 1942 in Weilmünster, Bernburg, Eichberg, Eberswalde, Kaufbeuren und Irsee tätig.

## Aufarbeitung und Gedenken nach 1945

### Strafrechtliche Aufarbeitung

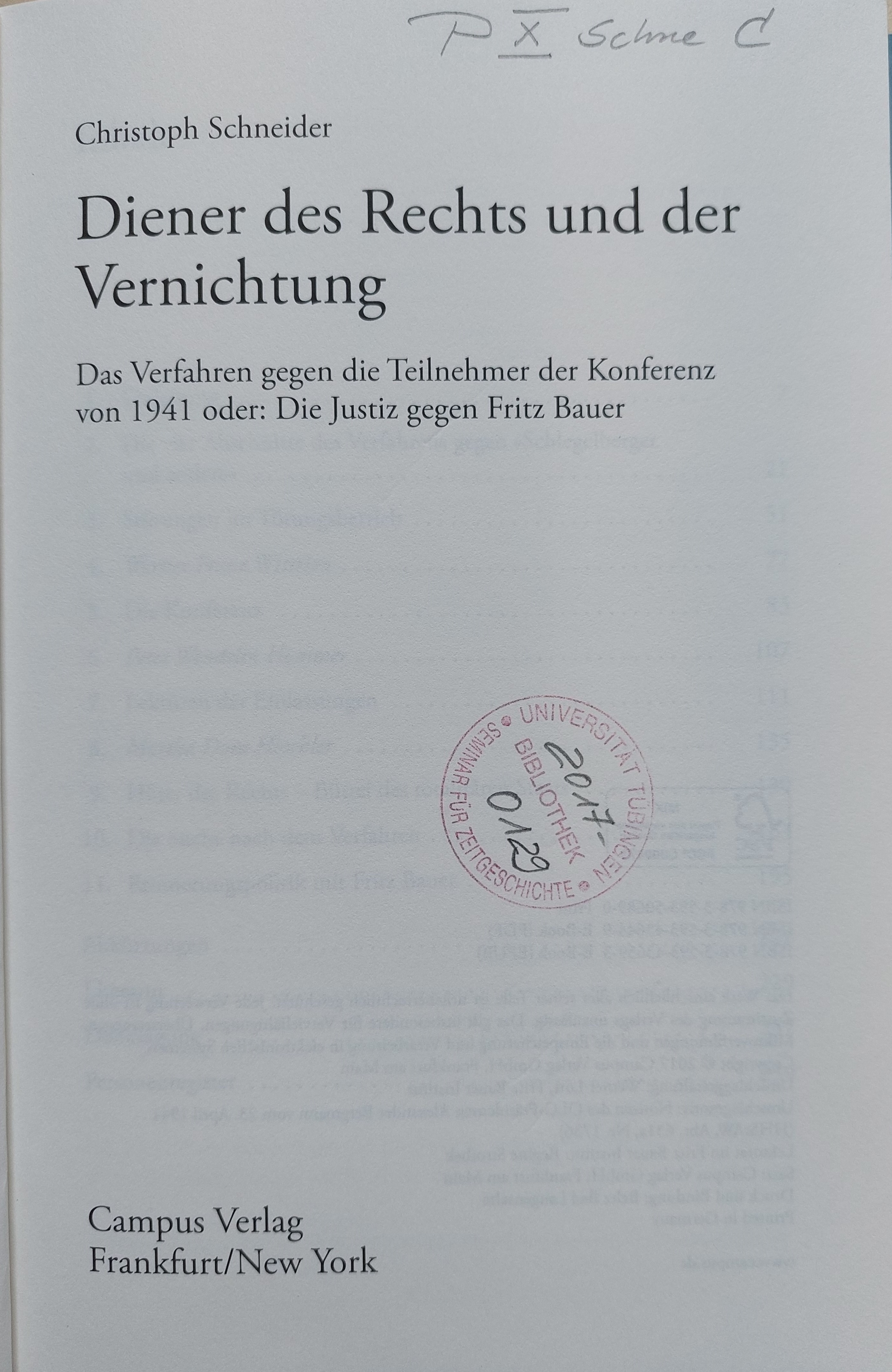
Diener des Rechts (2017)

Frühe Nachkriegsprozesse gegen Verantwortliche der Anstalten stellten diejenigen, die „Euthanasie-Morde“ befohlen oder veranlasst hatten, strafrechtlich den unmittelbaren Tätern gleich, die danach todbringende Spritzen verabreichten. Der Verteidigungsstrategie, man habe die Rechtswidrigkeit seinerzeit nicht erkannt, wurde vom Gericht entgegengehalten, dass die Tötung offenkundig naturrechtswidrig sei. Auch die – behauptete oder nachgewiesene – Rettung einzelner Opfer führte nicht zum Freispruch. Gerichte werteten die Taten als Mord und verhängten harte Strafen, auch Todesurteile.
Ab 1948/49 ist in Urteilen eine geänderte Rechtsauffassung festzustellen. Tätern wurde ein „möglicherweise unvermeidbarer Verbotsirrtum“ zugebilligt. Als „Gehilfen ohne eigenen Willensentschluss“ erhielten Angeklagte mildere Strafen. Mit der Tötungsentscheidung der Zentraldienststelle T4 sei bereits eine Entscheidung gefallen, und wenn danach einzelne Personen vom Arzt zurückgestellt wurden, konnte dies zum Freispruch führen. „Euthanasie-Prozesse“ der 1950er Jahre endeten häufig mit geringen Strafen oder Freisprüchen.
1965 leitete Fritz Bauer ein Ermittlungsverfahren gegen sechzehn hochrangige Juristen ein, die am 23./24. April 1941 an einer Besprechung in Berlin teilgenommen hatten. Dort hatten sie offiziell von der Tötung Geisteskranker erfahren und danach widerspruchslos die Anordnung befolgt, Strafanzeigen unbearbeitet ans Reichsjustizministerium abzugeben. Die Voruntersuchungen wurden 1970 eingestellt.
Viele Prozesse folgten erst spät in den 1970er/1980er Jahren. Etliche wurden wegen Verhandlungsunfähigkeit wieder eingestellt (z. B. gegen Schumann, Bunke, Renno, Endruweit) oder die Täter erhielten nur geringe Haftstrafen (z. B. Ullrich), wurden freigesprochen (z. B. Borm) oder sind nach kurzer Haft begnadigt worden (z. B. Gorgaß). Andere wie Eberl oder Lonauer entzogen sich durch Suizid einer Strafverfolgung.
Von 438 „Euthanasie“-Strafverfahren, die bis 1999 eingeleitet wurden, endeten nur 6,8 % mit rechtskräftigen Urteilen, darunter zahlreichen Freisprüchen.
Der von Klara Nowak gegründete Bund der „Euthanasie“-Geschädigten und Zwangssterilisierten setzte sich ab 1987 für die Rehabilitierung und Entschädigung der Opfer und ihrer Angehörigen ein.

### Zentraler Gedenk- und Informationsort an der Tiergartenstraße 4 in Berlin

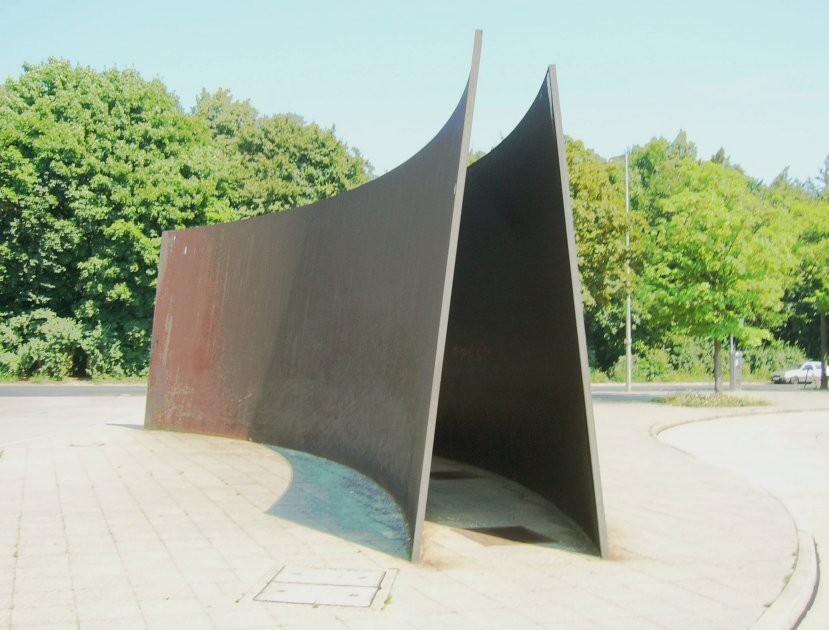
Richard Serra: Berlin Curves/Berlin Junction, Stahl, 1986

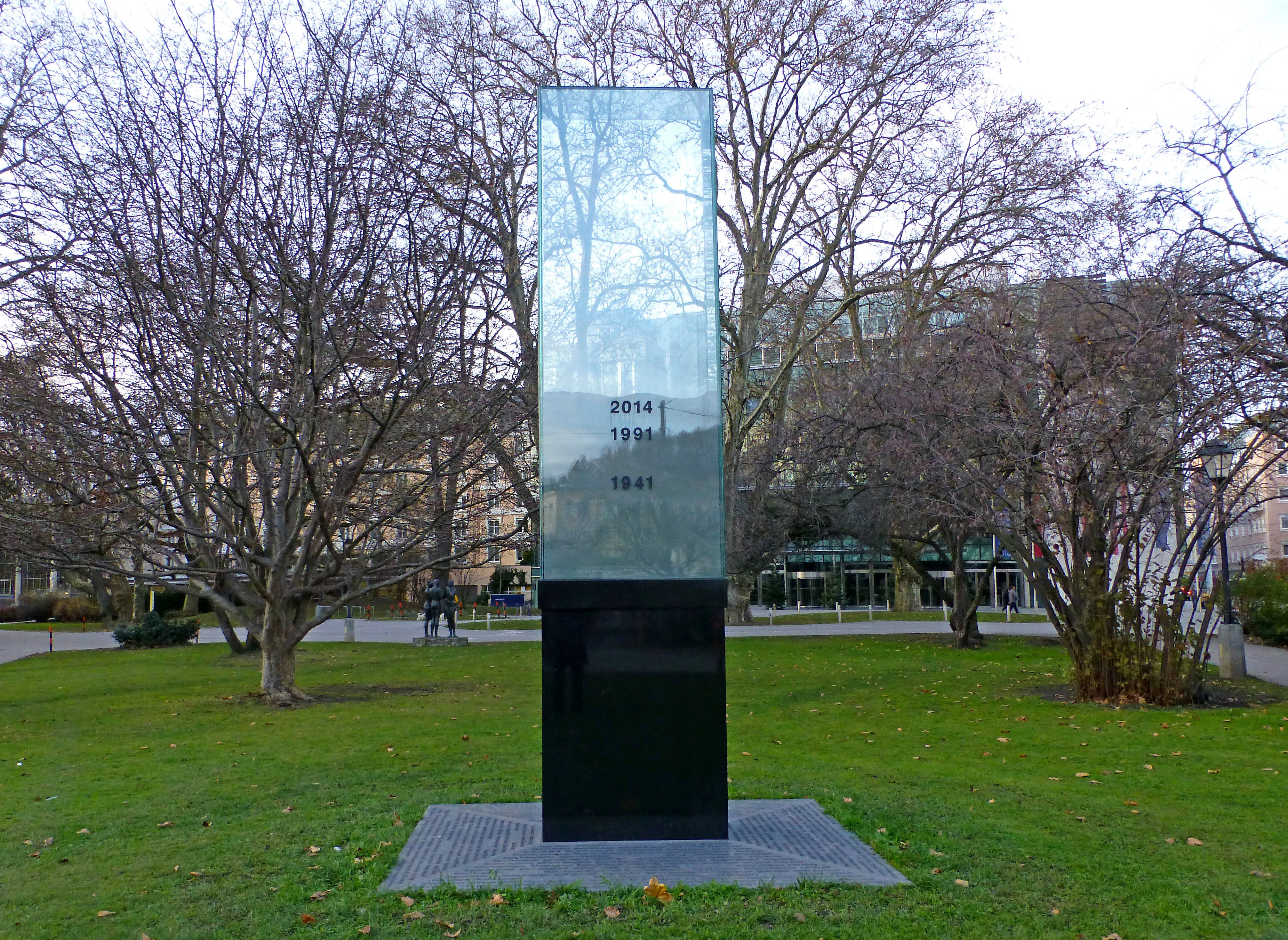
In Salzburg (Mahnmal von 1991); 2014 wurden 325 Opfernamen ergänzt

Am historischen Ort der Tiergartenstraße 4 in Berlin-Mitte entstand ein nationaler Gedenk- und Informationsort für die Opfer der nationalsozialistischen „Euthanasie“-Morde. Von dem Gebäude an dieser Adresse aus hatte eine Bürozentrale unter dem Decknamen „T4“ die systematische Ermordung von Patienten aus Heil- und Pflegeanstalten im Deutschen Reich organisiert. Die Eröffnung des Gedenkortes erfolgte am 2. September 2014.
Seit den 1980er Jahren waren an diesem Ort bereits mehrere Gedenkformen und -aktionen entstanden. So wurde eine Stahlskulptur von Richard Serra 1988 zu einem Monument für die Opfer umgewidmet, daneben wurde eine Gedenkplatte in den Boden eingelassen. Nach jahrelanger Kritik an der fehlenden Sichtbarkeit des Gedenkortes beschloss der Deutsche Bundestag 2011 die Aufwertung des bereits bestehenden Denkmals für die Opfer der Morde sowie ihre angemessene Würdigung am historischen Standort der Planung und Organisation der „Aktion T 4“, der NS-Krankenmorde, in der Tiergartenstraße 4 in Berlin.

### Weitere Mahnmale nach 1990
Nach 1990 wurden Mahnmale errichtet, die sich insbesondere an Mediziner und Forscher wenden: Gedenkstein im Zusammenhang mit den nationalsozialistischen Euthanasieverbrechen, in München, Berlin und Salzburg.
2019 wurde das Mahnmal „Lebenszeichen“ von der Grafikerin und Kunsttherapeutin Pauline Ullrich konzipiert und im Rahmen eines inklusiven Workshops umgesetzt. Es steht in der Grabenallee in Schwäbisch Gmünd.

### Graue Busse

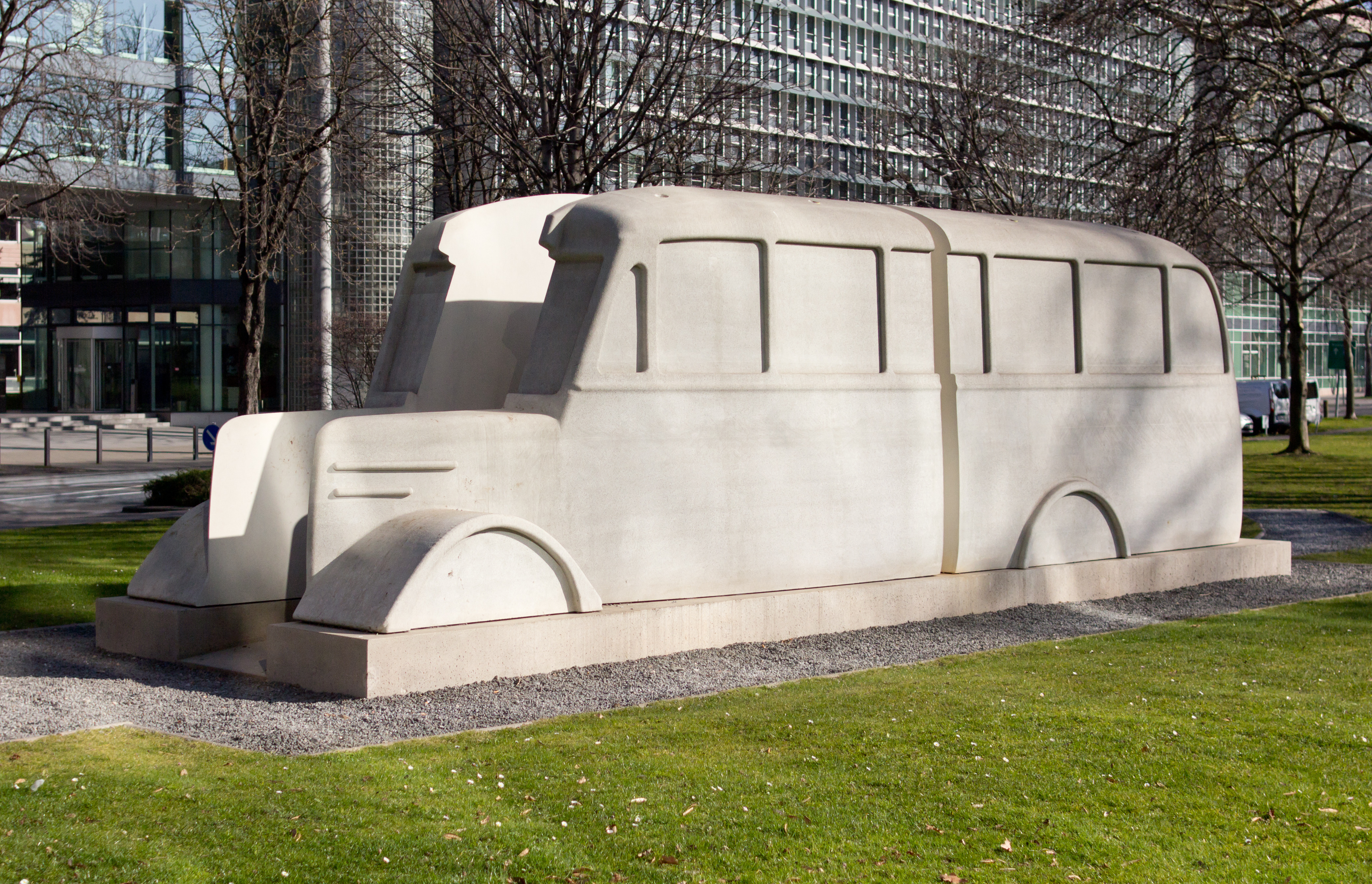
Dauerhaft platzierter Nachguss des mobilen Busses vor dem Landeshaus des LVR in Köln-Deutz

Seit Anfang 2007 gibt es einen Runden Tisch unter der Federführung der Stiftung Topographie des Terrors und der Stiftung Denkmal für die ermordeten Juden Europas, an dem Betroffene, engagierte Bürger, Vertreter verschiedener Einrichtungen und zuständiger Behörden teilnehmen. Die Gruppe hat es sich zur Aufgabe gemacht, auf den aktuellen Missstand aufmerksam zu machen und die Diskussion um eine angemessene, würdige Neugestaltung des Gedenkortes im Rahmen der städtebaulichen Umgestaltung des Kulturforums voranzutreiben. Ein erstes Ergebnis der Arbeit war die zeitweilige Aufstellung des „Denkmals der Grauen Busse“ am 18. Januar 2008 vor der Philharmonie. Dieses Denkmal wurde am 17. Januar 2009 wieder abgebaut und wird in verschiedene Städte versetzt, sodass die Erinnerung an die Ermordung kranker und behinderter Menschen im Dritten Reich ebenfalls in Bewegung bleibt.

### Gedenkorte in den ehemaligen Tötungsanstalten und psychiatrischen Kliniken
In den ehemaligen Tötungsanstalten, aber auch in vielen psychiatrischen Kliniken, aus denen die Patienten zur Tötung verschickt wurden, gibt es Gedenkstätten und partiell Ausstellungen oder Lernstätten mit pädagogisch-didaktischer Aufarbeitung, so unter anderem an den historischen Orten der sechs „Euthanasie“-Tötungsanstalten Hadamar in Hessen, Brandenburg an der Havel in Brandenburg, Bernburg in Sachsen-Anhalt, Grafeneck in Baden-Württemberg, Pirna in Sachsen und Hartheim in Österreich sowie im Kloster Irsee in Bayern. Auch in der ehemaligen Königlich-Sächsische Heil- und Pflegeanstalt Großschweidnitz (seit 1902) kam es ab 1939/40 zu tausendfachen Morden an dazu dorthin deportierten Personen (NS-Patientenmorde, Aktion Brandt; zunächst als Zwischenanstalt für Pirna).

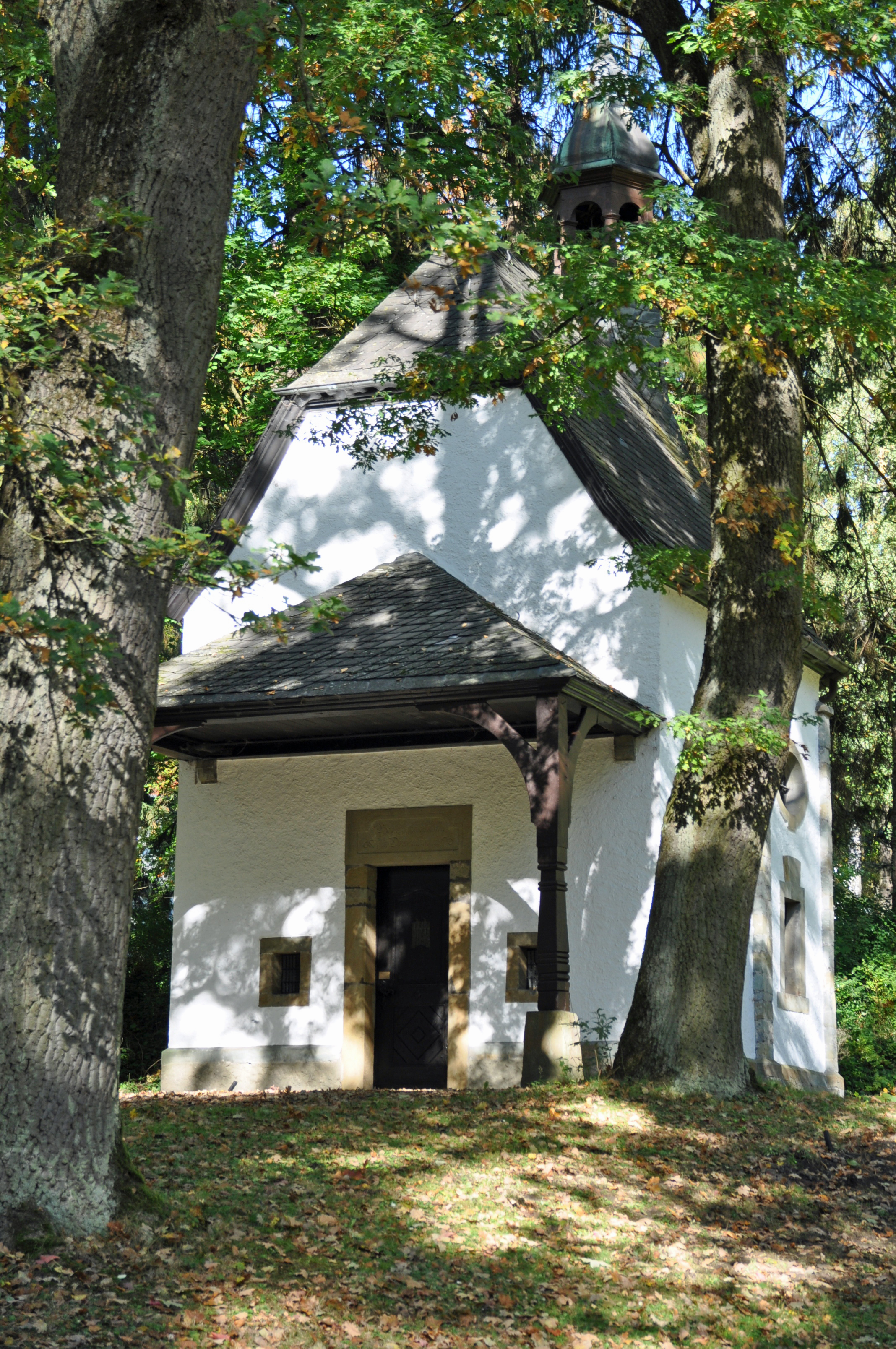
Die Treise-Kapelle auf dem Gelände der Klinik Warstein wurde 1985 zur Gedenkstätte für die Opfer der Euthanasie und 2012 mit den Namen der dortigen Opfer erweitert

### Deutsche Gesellschaft für Psychiatrie
Am 26. November 2010 fand auf dem DGPPN-Kongress eine Veranstaltung unter dem Titel „Psychiatrie im Nationalsozialismus – Erinnerung und Verantwortung“ statt. Frank Schneider äußerte sich als Präsident der Gesellschaft zur Verantwortung der Vorläufergesellschaften der DGPPN in der NS-Zeit:

„Im Namen der Deutschen Gesellschaft für Psychiatrie, Psychotherapie und Nervenheilkunde bitte ich Sie, die Opfer und deren Angehörige, um Verzeihung für das Leid und Unrecht, das ihnen in der Zeit des Nationalsozialismus im Namen der deutschen Psychiatrie und von deutschen Psychiaterinnen und Psychiatern angetan wurde, und für das viel zu lange Schweigen, Verharmlosen und Verdrängen der deutschen Psychiatrie in der Zeit danach.“

## Weitere Forschung

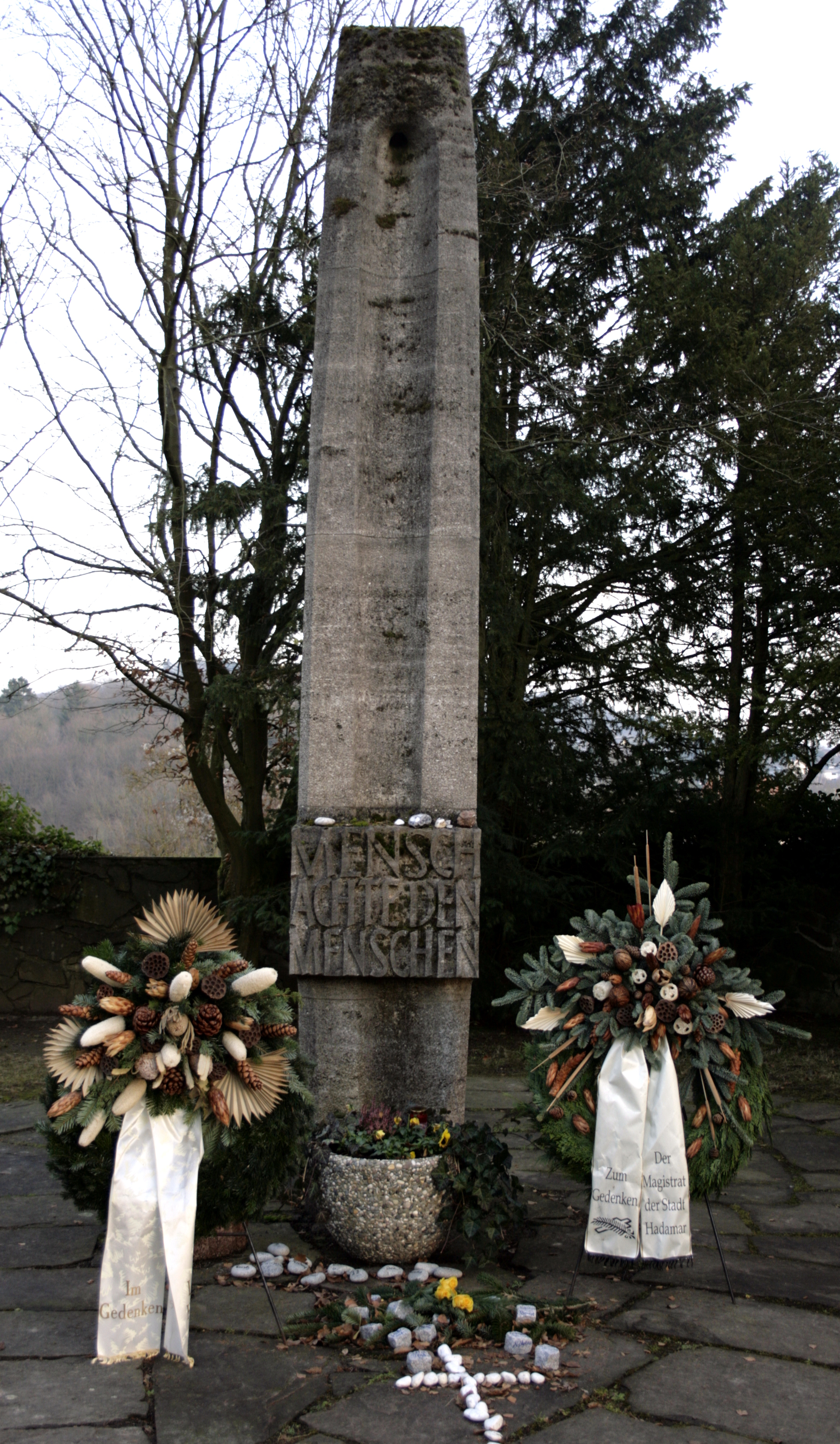
Mahnmal auf dem Friedhof der Gedenkstätte Hadamar

1948 veröffentlichte Alice Ricciardi (geb. von Platen-Hallermund) ihren Bericht über Teilergebnisse des Nürnberger Prozesses: Die Tötung Geisteskranker in Deutschland.
In den 1970er Jahren erforschte Ernst Klee weitgehend als Privatperson die Aktion T4, seine Arbeiten machten die Verbreitung dieser Massenmorde öffentlich bekannt und führten in einer zweiten Forschungsphase in den 1980er und 1990er Jahren zu einer Vielzahl lokaler Initiativen. Nach 1990 wurden rund 30.000 Krankenakten der T4-Dienststelle bei den Aktenbeständen des ehemaligen MfS der DDR entdeckt.
Dadurch kam es zu neuen Impulsen einer systematischen Auswertung durch die Deutsche Forschungsgemeinschaft, weil erstmals in breitem Umfang Angaben zu den Opfern vorlagen.

## Ausstellungen
Die Ausstellung Erfasst, verfolgt, vernichtet: Kranke und behinderte Menschen im Nationalsozialismus wurde 2014 im Deutschen Bundestag unter der Schirmherrschaft von Bundespräsident Joachim Gauck als Wanderausstellung der Deutschen Gesellschaft für Psychiatrie und Psychotherapie, Psychosomatik und Nervenheilkunde (DGPPN) in Kooperation mit der Stiftung Denkmal für die ermordeten Juden Europas und der Stiftung Topographie des Terrors eröffnet, die seither national wie international an vielen Standorten zu sehen war.

### Standardwerke
- Götz Aly (Hrsg.): Aktion T4: 1939–1945. Die „Euthanasie“-Zentrale in der Tiergartenstraße 4. 2., erweiterte Auflage, Edition Hentrich, Berlin 1989, ISBN 3-926175-66-4.
- Michael Burleigh (Hrsg.): Tod und Erlösung. Euthanasie in Deutschland 1900–1945. Pendo Verlag, Zürich 2002, ISBN 978-3-85842-485-3.
- Henry Friedlander: Der Weg zum NS-Genozid. Von der Euthanasie zur Endlösung. Berlin Verlag, Berlin 2002, ISBN 3-8270-0265-6.
- Ernst Klee: „Euthanasie“ im NS-Staat. Die „Vernichtung lebensunwerten Lebens“. S. Fischer, Frankfurt 1983, ISBN 3-10-039303-1; 2. überarb. Auflage, Frankfurt 2010, ISBN 978-3-596-18674-7.
- Ernst Klee (Hrsg.): Dokumente zur „Euthanasie“. Fischer, Frankfurt am Main 1985, ISBN 3-596-24327-0.
- Ernst Klee: „Was sie taten – Was sie wurden“, Frankfurt 1986, ISBN 3-596-24364-5.
- Walter Reschreiter, Johannes Hofinger und Christina Nöbauer: Lebens(un)wert : NS-Euthanasie in [im] Land Salzburg. Wiedergefundene Lebensgeschichten von Opfern der Rassenhygiene. Ausstellung im Land Salzburg 2007 (Begleitbuch zur Ausstellung im Keltenmuseum Hallein, 22. Okt. – 21. Nov. 2006, und im Schloss Goldegg, 22. Feb. – 1. April 2007), Edition Tandem, 2007, ISBN 978-3-9501570-8-6.
- Alice von Platen-Hallermund: Die Tötung Geisteskranker in Deutschland. 1. Auflage 1948, Neuauflagen 1993 und 2005, Mabuse, Frankfurt, ISBN 3-935964-86-2.
- Stefanie Westermann, Richard Kühl, Tim Ohnhäuser (Hrsg.): NS-„Euthanasie“ und Erinnerung: Vergangenheitsaufarbeitung, Gedenkformen, Betroffenenperspektiven (= Medizin und Nationalsozialismus. Band 3). LIT Verlag, Münster 2011, ISBN 978-3-643-10608-7.

### Weiterführende Literatur
- Götz Aly, Angelika Ebbinghaus, Matthias Hamann: Aussonderung und Tod. Die klinische Hinrichtung der Unbrauchbaren (= Beiträge zur nationalsozialistischen Gesundheits- und Sozialpolitik. Heft 1). Berlin 1985, ISBN 3-88022-950-3.
- Gerhard Baader, Jürgen Peter (Hrsg.): Public Health, Eugenik und Rassenhygiene in der Weimarer Republik und im Nationalsozialismus: Gesundheit und Krankheit als Vision der Volksgemeinschaft. Frankfurt am Main 2018, ISBN 978-3-86321-407-4.
- Thomas Beddies, Kristina Hübener (Hrsg.): Kinder in der NS-Psychiatrie (= Schriftenreihe zur Medizin-Geschichte des Landes Brandenburg. Band 10). be.bra Berlin-Brandenburg Wissenschaft Verlag, 2004, ISBN 3-937233-14-8.
- Mathias Beer: Die Entwicklung der Gaswagen beim Mord an den Juden. In: Vierteljahrshefte für Zeitgeschichte, Heft 3, Jg. 35, 1987, S. 403–417 Website Seitensicht 87 ff. (PDF; 7,6 MB).
- Udo Benzenhöfer: „Kinderfachabteilung“ und „NS-Kindereuthanasie“. Studien zur Geschichte der Medizin im Nationalsozialismus. Band 1. GWAB, Wetzlar 2000.
- Bettina Brand-Claussen, Thomas Röske, Maike Rotzoll (Hrsg.): „Todesursache: Euthanasie“. Verdeckte Morde in der NS-Zeit. Das Wunderhorn, Sammlung Prinzhorn, Heidelberg 2002, ISBN 3-88423-204-5.
- Klaus-Peter Drechsel: Beurteilt, Vermessen, Ermordet. Die Praxis der Euthanasie bis zum Ende des deutschen Faschismus. Duisburger Institut für Sprach- und Sozialforschung, Duisburg 1993, ISBN 3-927388-37-8.
- Heinz Faulstich: Hungersterben in der Psychiatrie 1914–1949. Lambertus, Freiburg im Breisgau 1998, ISBN 3-7841-0987-X.
- Petra Fuchs, Maike Rotzoll u. a. (Hrsg.) „Das Vergessen der Vernichtung ist Teil der Vernichtung selbst“. Lebensgeschichten von Opfern der nationalsozialistischen „Euthanasie“. Wallstein, Göttingen 2007, ISBN 978-3-8353-0146-7.
- Margret Hamm (Hrsg.): „Lebensunwert“: zerstörte Leben. Zwangssterilisation und „Euthanasie“. Verlag für akademische Schriften, Frankfurt 2005, ISBN 3-88864-391-0.
- Annette Hinz-Wessels: Tiergartenstraße 4. Schaltzentrale der nationalsozialistischen Euthanasie-Morde. Links-Verlag, Berlin 2015, ISBN 978-3-86153-848-6.
- Annette Hinz-Wessels u. a.: Zur bürokratischen Abwicklung eines Massenmords. Die „Euthanasie“-Aktion im Spiegel neuer Dokumente. In: VfZ 53 (2005) (PDF; 6,9 MB), S. 79–107.
- Friedrich Karl Kaul: Nazimordaktion T4. Ein Bericht über die erste industriemäßig durchgeführte Mordaktion des Naziregimes. VEB Verlag Volk und Gesundheit, Berlin 1973.
- Helmut Kramer: „Gerichtstag halten über uns selbst“. Das Verfahren Fritz Bauers zur Beteiligung der Justiz am Anstaltsmord. In: Hanno Loewy, Bettina Winter (Hrsg.): NS-„Euthanasie“ vor Gericht. Fritz Bauer und die Grenzen juristischer Bewältigung. Campus, Frankfurt 1996, ISBN 3-593-35442-X, S. 81–131.
- Hanno Loewy, Bettina Winter (Hrsg.): NS-„Euthanasie“ vor Gericht. Fritz Bauer und die Grenzen juristischer Bewältigung. Campus, Frankfurt 1996, ISBN 3-593-35442-X.
- Thomas Matzek: Das Mordschloss. Auf der Spur von NS-Verbrechen in Schloss Hartheim. Kremayr & Scheriau, Wien 2002, ISBN 3-218-00710-0.
- Christian Merkel: „Tod den Idioten!“ Eugenik und Euthanasie in juristischer Rezeption vom Kaiserreich zur Hitlerzeit. Logos, Berlin 2007, ISBN 3-8325-1284-5.
- Christoph Mundt (Hrsg.): Psychiatrische Forschung und NS-„Euthanasie“. Das Wunderhorn, Heidelberg 2001, ISBN 3-88423-165-0.
- Philipp Rauh, Livia Prüll: Krank durch den Krieg? Der Umgang mit psychisch kranken Veteranen in Deutschland in der Zeit der Weltkriege. In: Blog Portal Militärgeschichte. 24. Juni 2015, abgerufen am 18. Mai 2022.
- Uwe Henrik Peters: Nazipsychiatrie, Aufstieg und Fall. ANA Publishers, Köln 2011, ISBN 978-3-931906-16-0.
- Raimond Reiter: Psychiatrie im Dritten Reich in Niedersachsen. Tectum, Hannover 2007, ISBN 978-3-8288-9312-2.
- Winfried Süß:
  - Der „Volkskörper“ im Krieg. Gesundheitspolitik, Gesundheitsverhältnisse und Krankenmord im nationalsozialistischen Deutschland 1939–1945. Reihe: Studien zur Zeitgeschichte, 65. Oldenbourg Wissenschaftsverlag, München 2003, ISBN 3-486-56719-5.
  - Bischof von Galen, der kathoplische Protest und der Stopp der „Aktion T4“. In: Martin Sabrow (Hrsg.): Formen öffentlicher Empörung im NS-Staat und in der DDR. 1. Auflage. Wallstein Verlag, 2004, ISBN 978-3-89244-791-7.
- Franz Schwarzbauer, Andreas Schmauder, Paul-Otto Schmidt-Michel (Hrsg.): Erinnern und Gedenken. Das Mahnmal Weißenau und die Erinnerungskultur in Ravensburg. Reihe: Historische Stadt Ravensburg, 5. UVK, Konstanz 2007, ISBN 978-3-89669-625-0.
- E. F. Torrey, R. H. Yolken: Psychiatric genocide: Nazi attempts to eradicate schizophrenia. In: Schizophrenia Bulletin 36, 2010, S. 26–32. (Rezension von Heinz Hafner, ZI Mannheim)
- Klaus Vellguth: Die Geschichte der Menschenwürde und ihrer brutalen Missachtung. Ideengeschichtliche Anmerkungen zur Menschenwürde und Erfahrungen mit der Missachtung der Menschenwürde in Deutschland, in: Klaus Krämer/Klaus Vellguth (Hrsg.): Menschenwürde. Diskurse zur Universalität und Unveräußerlichkeit (ThEW 8), Verlag Herder, Freiburg im Breisgau, 2016, ISBN 978-3-451-33615-7. S. 129–153.

### Regionale und lokale Studien
- Arbeitskreis zur Erforschung der nationalsozialistischen „Euthanasie“ und Zwangssterilisation (Hrsg.): Der sächsische Sonderweg bei der NS-„Euthanasie“ (= Berichte des Arbeitskreises. Band 1). Klemm & Oelschläger, Münster/Ulm 2001, ISBN 3-932577-50-7.
- Arbeitskreis zur Erforschung der nationalsozialistischen „Euthanasie“ und Zwangssterilisation (Hrsg.): Psychiatrie im Dritten Reich – Schwerpunkt Hessen (= Berichte des Arbeitskreises. Band 2). Klemm & Oelschläger, Münster/Ulm 2002, ISBN 978-3-932577-51-2.
- Arbeitskreis zur Erforschung der nationalsozialistischen „Euthanasie“ und Zwangssterilisation (Hrsg.): Beiträge zur NS-„Euthanasie“-Forschung 2002 (= Berichte des Arbeitskreises. Band 3). Klemm & Oelschläger, Münster/Ulm 2003, ISBN 3-932577-52-3.
- Gerhard Baader, Johannes Cramer, Bettina Winter: „Verlegt nach Hadamar“. Die Geschichte einer NS-„Euthanasie“-Anstalt. In: Historische Schriftenreihe des Landeswohlfahrtsverbandes Hessen. Landeswohlfahrtsverband Hessen, Kassel 1991, ISBN 3-89203-011-1.
- Udo Benzenhöfer, Thomas Oelschläger, Dietmar Schulze, Michal Šimůnek: „Kindereuthanasie“ und „Jugendlicheneuthanasie“ im Reichsgau Sudetenland und im Protektorat Böhmen und Mähren (= Studien zur Geschichte der Medizin im Nationalsozialismus. Band 5). GWAB, Wetzlar 2006, ISBN 3-9808830-8-6.
- Werner Blesch, Konrad Kaiser u. a.: Uns wollen sie auf die Seite schaffen. Deportation und Ermordung von 262 behinderten Menschen der Johannesanstalten Mosbach und Schwarzach in den Jahren 1940 und 1944. In: Mosbach im Dritten Reich, Heft 2. Stadt Mosbach, Mosbach 1993.
- Jutta M. Bott: Da kommen wir her, da haben wir mitgemacht. Lebenswirklichkeiten und Sterben in der Lippeschen Heil- und Pflegeanstalt Lindenhaus während der Zeit des Nationalsozialismus (= Lippische Studien. Band 16). Institut für Lippische Landeskunde, Lemgo 2001, ISBN 3-9807758-9-5.
- Christoph Braß: Zwangssterilisation und „Euthanasie“ im Saarland 1935–1945. Ferdinand Schöningh, Paderborn 2004, ISBN 3-506-71727-8.
- Karl Cervik: Kindermord in der Ostmark: Kindereuthanasie im Nationalsozialismus 1938–1945. LIT Verlag, Münster 2001, ISBN 3-8258-5551-1.
- Peter Chroust u. a. (Hrsg.): „Soll nach Hadamar überführt werden“. Den Opfern der Euthanasiemorde 1933 bis 1945. Ausstellungskatalog. Mabuse, Frankfurt am Main 1989; ISBN 3-925499-39-3
- Michael von Cranach: Psychiatrie im Nationalsozialismus – Die Bayerischen Heil- und Pflegeanstalten zwischen 1933 und 1945. Oldenbourg, München 1999; ISBN 3-486-56371-8.
- Gerda Engelbracht: Der tödliche Schatten der Psychiatrie. Die Bremer Nervenklinik 1933–1945. Donat Verlag, Bremen 1997, ISBN 978-3-931737-18-4.
- Bernhard Frings: Zu melden sind sämtliche Patienten … NS-„Euthanasie“ und Heil- und Pflegeanstalten im Bistum Münster. Aschendorff, Münster 1994, ISBN 3-402-03269-4.
- Eberhard Gabriel, Wolfgang Neugebauer (Hrsg.): Vorreiter der Vernichtung? Von der Zwangssterilisierung zur Ermordung. Zur Geschichte der NS-Euthanasie in Wien, Teil II; Wien: Böhlau, 2002, ISBN 3-205-77122-2.
- Uta George, Stefan Göthling (Hrsg.): Was geschah in Hadamar in der Nazizeit? Ein Katalog in leichter Sprache (= Geschichte Verstehen. Band 1). Gedenkstätte Hadamar, 2005.
- Alfred Hagemann (Hrsg.): „Euthanasie“ im NS-Staat: Grafeneck im Jahr 1940. Landeszentrale für politische Bildung Baden-Württemberg, Stuttgart 2000.
- Ingo Harms: „Wat mööt wi hier smachten …“ Hungertod und „Euthanasie“ in der Heil- und Pflegeanstalt Wehnen im „Dritten Reich“. Dr.- und Verlag-Cooperative, Oldenburg 1996, ISBN 3-925713-25-5.
- Frank Hirschinger: Zur Ausmerzung freigegeben. Halle und die Landesheilanstalt Altscherbitz 1933–1945. Böhlau, Köln 2001, ISBN 3-412-06901-9.
- Ute Hoffmann: Todesursache „Angina“. Zwangssterilisationen und „Euthanasie“ in der Landes-Heil- und Pflegeanstalt Bernburg. Ministerium des Innern des Landes Sachsen-Anhalt, Magdeburg 1996
- Michael Hubenstorf: Tote und/oder lebendige Wissenschaft: Die intellektuellen Netzwerke der NS-Patientenmordaktion in Österreich. In: Eberhard Gabriel, Wolfgang Neugebauer: Von der Zwangssterilisierung zur Ermordung. Böhlau, Wien 2002.
- Kristina Hübener (Hrsg.): Brandenburgische Heil- und Pflegeanstalten in der NS-Zeit. Schriftenreihe zur Medizin-Geschichte des Landes Brandenburg, 3. be.bra verlag, Berlin 2002, ISBN 3-89809-301-8.
- Uwe Kaminsky: Zwangssterilisation und „Euthanasie“ am Beispiel von Einrichtungen der Erziehungsfürsorge und Heil- und Pflegeanstalten der Inneren Mission im Rheinland 1933 bis 1945. Rheinland, Köln 1995.
- Jörg Kinzig, Thomas Stöckle (Hrsg.): 60 Jahre Tübinger Grafeneck-Prozess: Betrachtungen aus historischer, juristischer, medizinethischer und publizistischer Perspektive. Verlag Psychiatrie und Geschichte, Zwiefalten 2011, ISBN 978-3-931200-17-6.
- Thomas Oelschläger: Zur Praxis der NS-Kinder-„Euthanasie“ am Beispiel Österreichs. In: Monatsschrift Kinderheilkunde. Band 151, Heft 10, Springer Verlag, Oktober 2003.
- Lars Polten: Zwangssterilisation und „Euthanasie“ im Erinnern und Erzählen. Biografische Interviews mit Betroffenen und Angehörigen (= Studien zur Volkskunde in Thüringen. Band 10). Waxmann, Münster / New York 2020, ISBN 978-3-8309-4277-1.
- Bernhard Richarz: Heilen, Pflegen, Töten. Zur Alltagsgeschichte einer Heil- und Pflegeanstalt bis zum Ende des Nationalsozialismus. Verlag für Medizinische Psychologie im Verlag Vandenhoeck & Ruprecht, Göttingen 1987, ISBN 3-525-45690-5. Die Heil- und Pflegeanstalt ist Eglfing-Haar bei München.
- Gabriele Rünger: Die Opfer der Rassenhygiene – Zwangssterilisation, Euthanasie und Rassenwahn. In: Geschichtsverein des Kreises Euskirchen e. V. (Hrsg.): Nationalsozialismus im Kreis Euskirchen – Die braune Vergangenheit einer Region. Euskirchen 2006, ISBN 3-935221-72-X.
- Christine Ruth-Müller, Hans-Ludwig Siemen: Warum sie sterben mußten. Leidensweg und Vernichtung von Behinderten aus den Neuendettelsauer Pflegeanstalten im „Dritten Reich“ (= Einzelarbeiten aus der Kirchengeschichte Bayerns. Band 66). Neustadt a.d. Aisch 1991, ISBN 3-7686-9112-8.
- Peter Sandner: Verwaltung des Krankenmordes. Der Bezirksverband Nassau im Nationalsozialismus. Psychosozial-Verlag, Gießen 2003, ISBN 3-89806-320-8. (Rezension; online als PDF-Dateien – via Hochschulschriften)
- Hans-Werner Scheuing: „… als Menschenleben gegen Sachwerte gewogen wurden.“ Die Anstalt Mosbach im Dritten Reich und die Euthanasie-Diskussion heute. Universitätsverlag Winter, Heidelberg 2004, ISBN 3-8253-1607-6 (zu den Johannes-Anstalten Mosbach).
- Gerhardt Schmidt: Selektion in der Heilanstalt 1939–1945. Neuausgabe mit ergänzenden Texten, herausgegeben von Frank Schneider. Springer, Berlin 2012, ISBN 978-3-642-25469-7.
- Harry Seipolt: Zwangssterilisation und NS-„Euthanasie“ in der Region Aachen. Alano Herodot, Aachen 1995; ISBN 978-3-89399-217-1.
- Frank Sparing, Marie-Luise Heuser (Hrsg.): Erbbiologische Selektion und „Euthanasie“: Psychiatrie in Düsseldorf während des Nationalsozialismus, Klartext, Essen 2001, ISBN 978-3-89861-041-4.
- Thorsten Sueße, Heinrich Meyer: Die Konfrontation niedersächsischer Heil- und Pflegeanstalten mit den „Euthanasiemaßnahmen“ des Nationalsozialismus. Schicksal der Patienten und Verhalten der Therapeuten und zuständigen Verwaltungsbeamten. Dissertation. Medizinische Hochschule Hannover, 1984.
- Thorsten Sueße, Heinrich Meyer: Abtransport der „Lebensunwerten“. Die Konfrontation niedersächsischer Anstalten mit der NS-„Euthanasie“. Verlag für Ethnologie, Hannover 1988, ISBN 3-922556-74-4.
- Thorsten Sueße: Die Nervenklinik Langenhagen als Institution zur Zeit der nationalsozialistischen Gesundheitspolitik. In: 1938–1988. 50 Jahre Nervenklinik Langenhagen der Landeshauptstadt Hannover. Langenhagen 1988.
- Thorsten Sueße: Nervenklinik und Pflegeheim Langenhagen. Von den Anfängen bis zum Ende der NS-Zeit. In: Hannoversche Geschichtsblätter. Folge 42 (1988), ISSN 0342-1104
- Stiftung Neue Synagoge Berlin, Centrum Judaicum. W. E. Platz und Volkmar Schneider (Hrsg.): Todesurteil per Meldebogen. Teil 1. Ärztlicher Krankenmord im NS-Staat: Beiträge zur Aktion T4. Hentrich und Hentrich, Teetz 2006, ISBN 3-938485-26-4 (= Gegen Verdrängen und Vergessen. Band 1).
- Stiftung Neue Synagoge Berlin, Centrum Judaicum. W. E. Platz und Volkmar Schneider (Hrsg.): Dokumente einer Tötungsanstalt. Teil 2. In den Anstalten gestorben. Mit einem Beitrag: Die NS-„Euthanasie“ in psycho-sozialer Sicht von Miriam Rieck, Hentrich und Hentrich, Teetz 2008, ISBN 978-3-938485-59-0 (= Gegen Verdrängen und Vergessen. Band 4).

### Einzelschicksale
- Robert Domes: Nebel im August: Die Lebensgeschichte des Ernst Lossa. cbt Verlag, München 2008, ISBN 978-3-570-30475-4. (Ernst Lossa)
- Sigrid Falkenstein, Frank Schneider: Annas Spuren. Ein Opfer der NS-„Euthanasie“. F. A. Herbig, München 2012, ISBN 978-3-7766-2693-3. (Anna Lehnkering)
- Franz-Josef Hücker: Vergast und eingeäschert. Approbierte Mörder im Arztgewand, 70.273 „Euthanasieopfer“ klagen an. In: Sozial Extra 5 2014, 38. Jg. (VS Verlag, Springer Fachmedien DE, Wiesbaden), S. 6–11. (Josef August Senge)
- Klaus Vellguth: Aktion T4 – Mord mit System. Das NS-Euthanasieprogramm und die Geschichte eines Opfers. Lahn-Verlag, Kevelaer 2014, ISBN 978-3-8367-0870-8.

## Filme
- Ernst Klee: Sichten und Vernichten – Psychiatrie im Dritten Reich, 44 Min., Dokumentarfilm, 1995.
- Ernst Klee, Gunnar Petrich: „Alles Kranke ist Last …“ – Die Kirchen und die „Vernichtung lebensunwerten Lebens“, 44 Min., Dokumentation, 1988.
- Spiegel Geschichte: Hitlers vergessene Opfer – Euthanasie im Dritten Reich, 45 Min., Dokumentation, 2016.
- Euthanasie bei den Nazis – Behinderten-Transporte – Schloß Grafeneck – Stetten-Rommelshausen u. a. SWR, Video (7:37 Min.).
- Kai Wessel: Nebel im August. Spielfilm, 2016 (126 Min.).
- Forschungsprojekt zu NS-Euthanasie – Psychiatrische Zwischenanstalten: Wartestationen auf den Tod hessenschau, 16. September 2023, Bericht und Video (4:07 Min.).